# Mesquita de Wazir Khan
La Mesquita de Wazir Khan (en panjabi i urdú: مسجد وزیر خان: خان; Masjid Wazīr Khān) és una mesquita del segle xvii de la ciutat de Lahore, capital de la província pakistanesa de Panjab. La mesquita fou encarregada pel cap mèdic de la cort durant el regnat de l'emperador mogol Xa Jahan com a part d'un conjunt que incloïa els banys propers Shahi Hammam. La construcció de la Mesquita de Wazir Khan començà el 1634 i s'acabà el 1641.
Considerada com la mesquita més ornamentada de l'època mogol, la Mesquita de Wazir Khan és coneguda pel seu intricat mosaic de faiança anomenat kashi-kari, així com per les seues superfícies interiors que estan quasi totalment adornades amb frescos de l'època de mogol. La mesquita ha estat restaurada des del 2009 sota la supervisió de l'Agakan Trust for Culture i del Govern del Panjab, amb col·laboració dels governs d'Alemanya, Noruega i Estats Units.
El 14 de desembre del 1993 la Mesquita Wazir Khan de Lahore fou inscrita en la llista indicativa de Pakistan com a Patrimoni de la Humanitat, en la categoria de Bé cultural (núm. ref. 1278) de la UNESCO. Vegeu l'entrada «Wazir Khan's Mosque en: . Consultat el 5 de setembre de 2018:
| «                                                                        | Cobrint una àrea total de 279 x 159 metres, la mesquita està construïda amb rajola tallada revestida. El pati es divideix en dues parts: la part superior és més alta que la inferior amb l'estany d'ablució al bell mig. La sala d'oració a l'oest es divideix en cinc compartiments amb enormes pilastres amb quatre arcs centrals i cada compartiment té una cúpula. Als extrems nord i sud de la sala d'oració, hi ha una petita habitació. Les principals característiques en són els quatre minicards dels cantons (minarets), les cinc cúpules i el transsepte a la porta d'entrada a l'est. | » |
| — Entrada «Wazir Khan's Mosque, Lahore», en UNESCO World Heritage Centre | |   |

## Localització

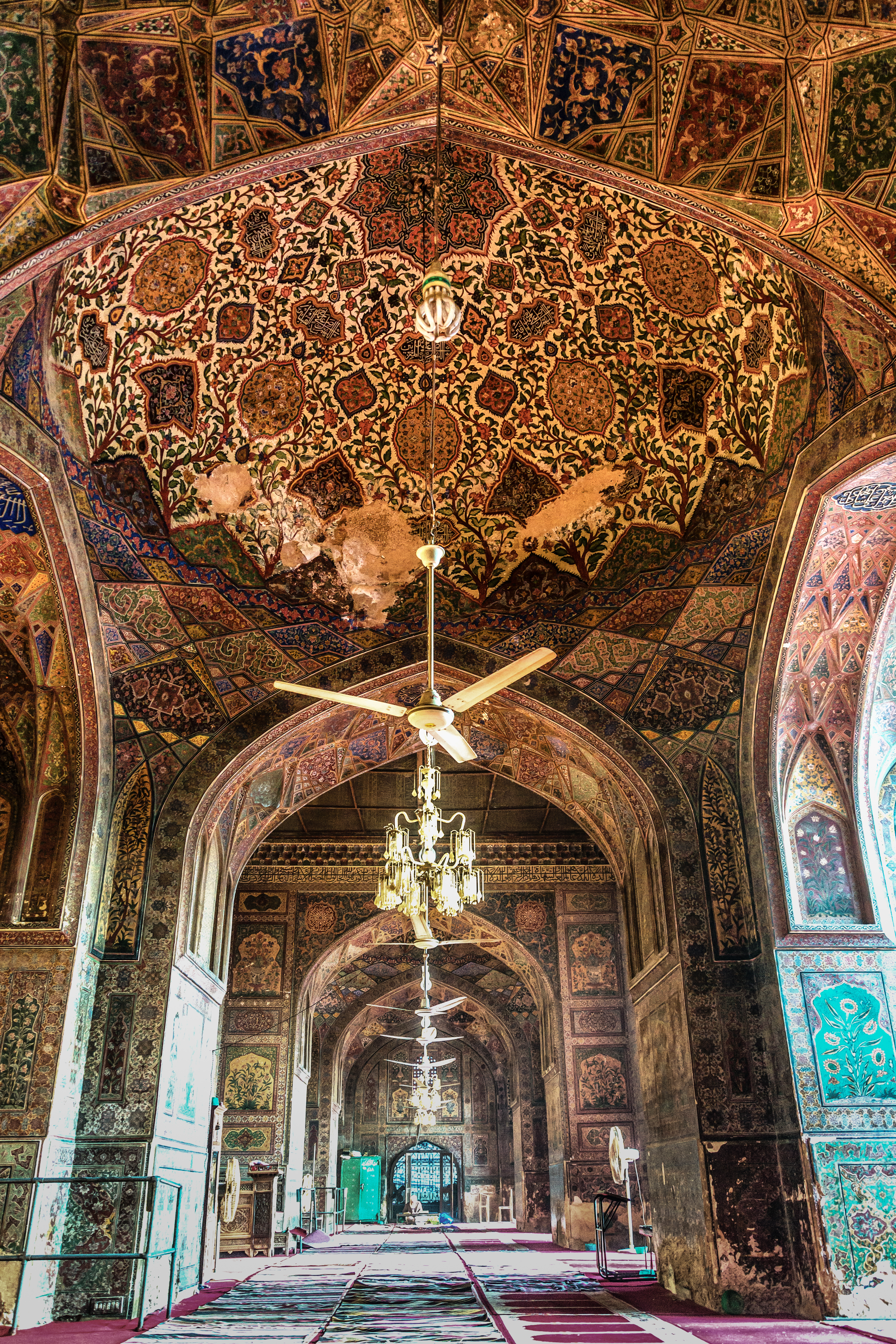
La Mesquita de Wazir Khan és famosa pel seu ampli i intricat embelliment, com a mostra aquest interior de la sala principal d'oració

La mesquita és a la ciutat emmurallada de Lahore, al costat sud, el Shahi Guzargah, que era la ruta tradicional travessada pels nobles mogols en el camí cap a les residències reials del Fort de Lahore. La mesquita està situada a uns 260 metres a l'oest de la Porta de Delhi, on es troba el Shahi Hammam de la mesquita. La mesquita també és davant d'una plaça anomenada Wazir Khan Chowk i la Porta Chitta.

## Context
La mesquita fou encarregada pel metge en cap de la cort de Mughal, Ilam-ud-din Ansari, conegut com a Wazir Khan, que més endavant esdevingué subedar, o virrei, de Panjab, i encarregà alguns monuments a Lahore. Wazir Khan era propietari d'amplis terrenys a prop de la Porta de Delhi i encarregà la Mesquita Wazir Khan el 1634 per a allotjar-hi la tomba de Miran Badshah, un estimat sant sufí la tomba del qual és ara al pati de la mesquita. Abans de construir la Mesquita de Wazir Khan, al lloc hi havia hagut un santuari més antic d'aqueix sant.

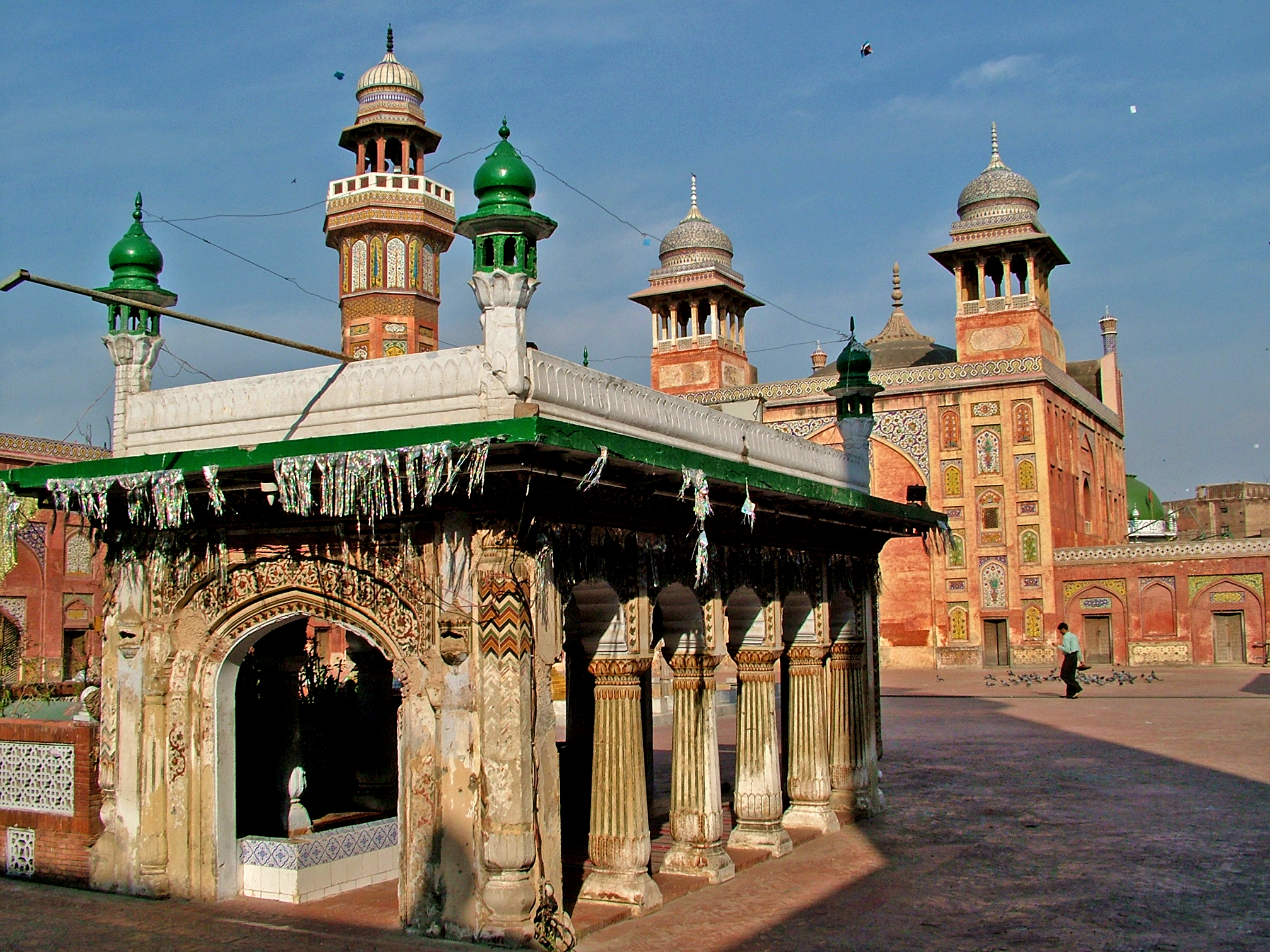
La mesquita conté la tomba del sant sufí Syed Muhammad Ishaq Gazruni, també conegut com a Miran Badshah

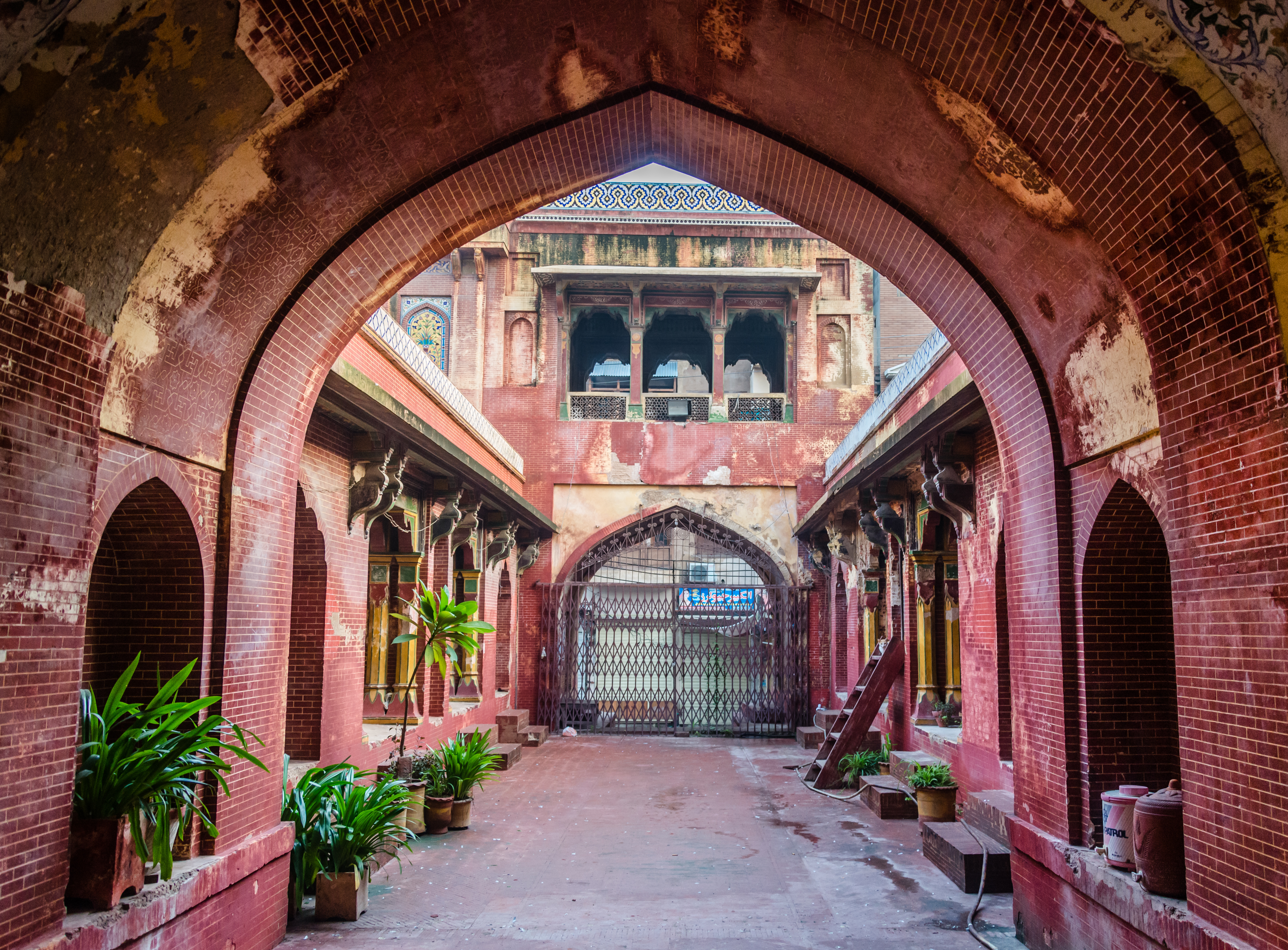
La mesquita enclou botigues en el que es coneix com el Basar del Cal·lígraf

L'interior de la mesquita fou molt adornat amb frescos que sintetitzen les tradicions decoratives mogola i panjabi, i l'exterior estava luxosament decorat amb intricats taulells kashi-kari d'estil persa. La Mesquita de Wazir Khan reemplaçà l'antiga Mesquita Maryam Zamani com la mesquita principal de Lahore per a les oracions del divendres.
La Mesquita de Wazir Khan formava part d'un conjunt amb una filera de botigues tradicionalment reservades a cal·lígrafs i enquadernadors, i la plaça de la ciutat era davant l'entrada principal de la mesquita.
La Mesquita de Wazir Khan representa el primer cas d'Àsia del Sud d'un basar de charsu de l'Àsia Central, o basar de quatre eixos, tot i que en l'adaptació de la Mesquita de Wazir Khan, dos dels quatre eixos estan alineats com a entrada a la mesquita, i els altres dos en formen el Basar del Cal·lígraf.
A més de la filera de botigues que formaven el Basar del Cal·lígraf, la mesquita també llogava espais a altres tipus de comerciants a les façanes nord i est, i dirigia el proper Shahi Hammam. Els ingressos d'aquestes fonts es destinaven a un waqf, o dotació per al manteniment de la mesquita.

## Història

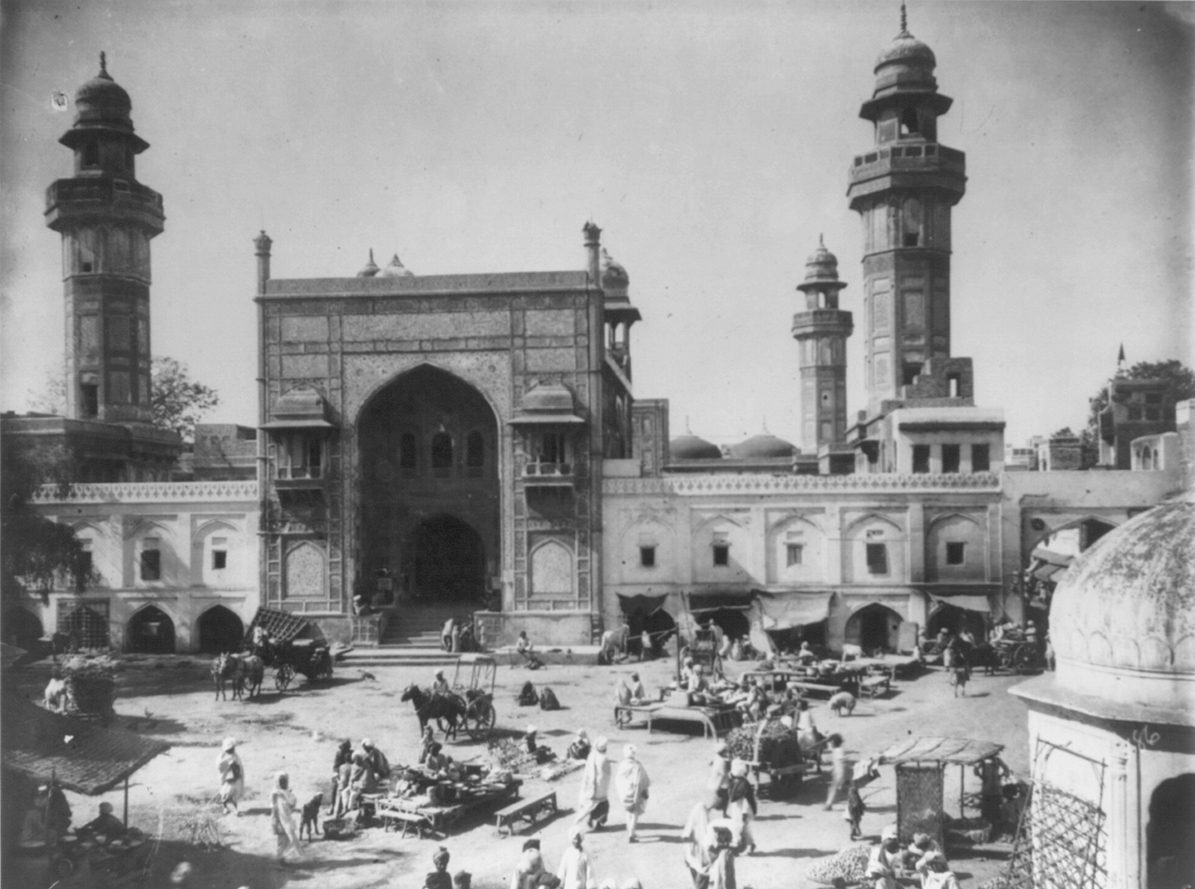
La Mesquita de Wazir Khan el 1895

La construcció de la mesquita començà amb el regnat de l'emperador mogol Xah Jahan el 1634 o 1635, i s'acabà en uns set anys. A la fi de la dècada dels 1880, John Lockwood Kipling, pare de Rudyard Kipling, escrigué sobre la mesquita i els seus elements decoratius en l'antic Journal of Indian Art. L'erudit britànic Fred Henry Andrews assenyalà el 1903 que la mesquita estava en mal estat.

## Arquitectura
La mesquita està construïda sobre un sòcol elevat, amb el portal principal obert al Wazir Khan Chowk. El perímetre exterior de la mesquita fa 85,0 m per 48,46 m, amb l'eix llarg paral·lel al Shahi Guzargah.

### Elements decoratius
La Mesquita de Wazir Khan és famosa pels seus elaborats adorns en un estil que es nodreix de tradicions decoratives de diferents zones. Mentre que altres monuments de Lahore del període de Shah Jahan tenen intricats treballs de taulells kashi-kari, cap no en té l'enorme escala de la Mesquita de Wazir Khan.

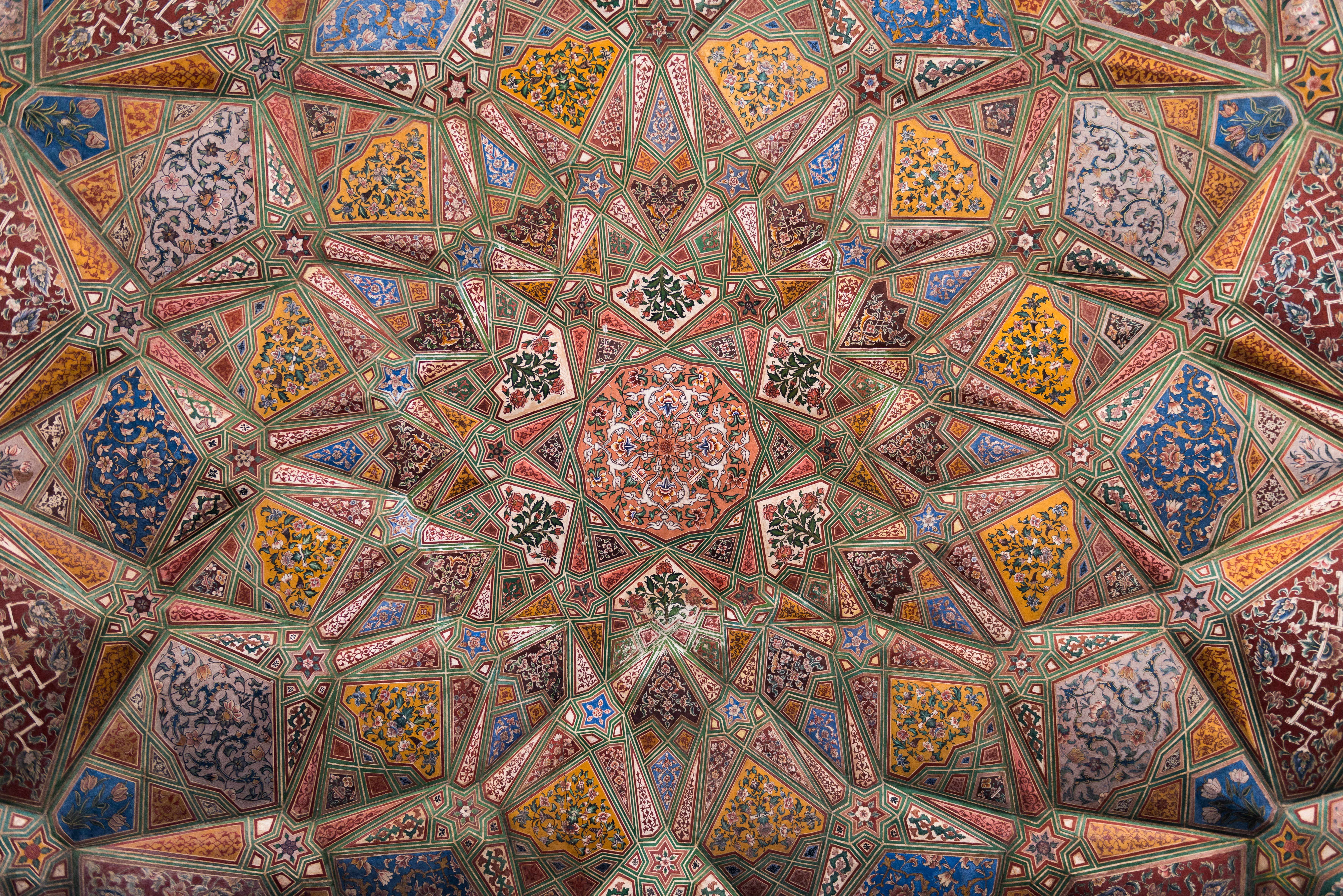
Quasi totes les superfícies interiors de la mesquita estan ricament decorades

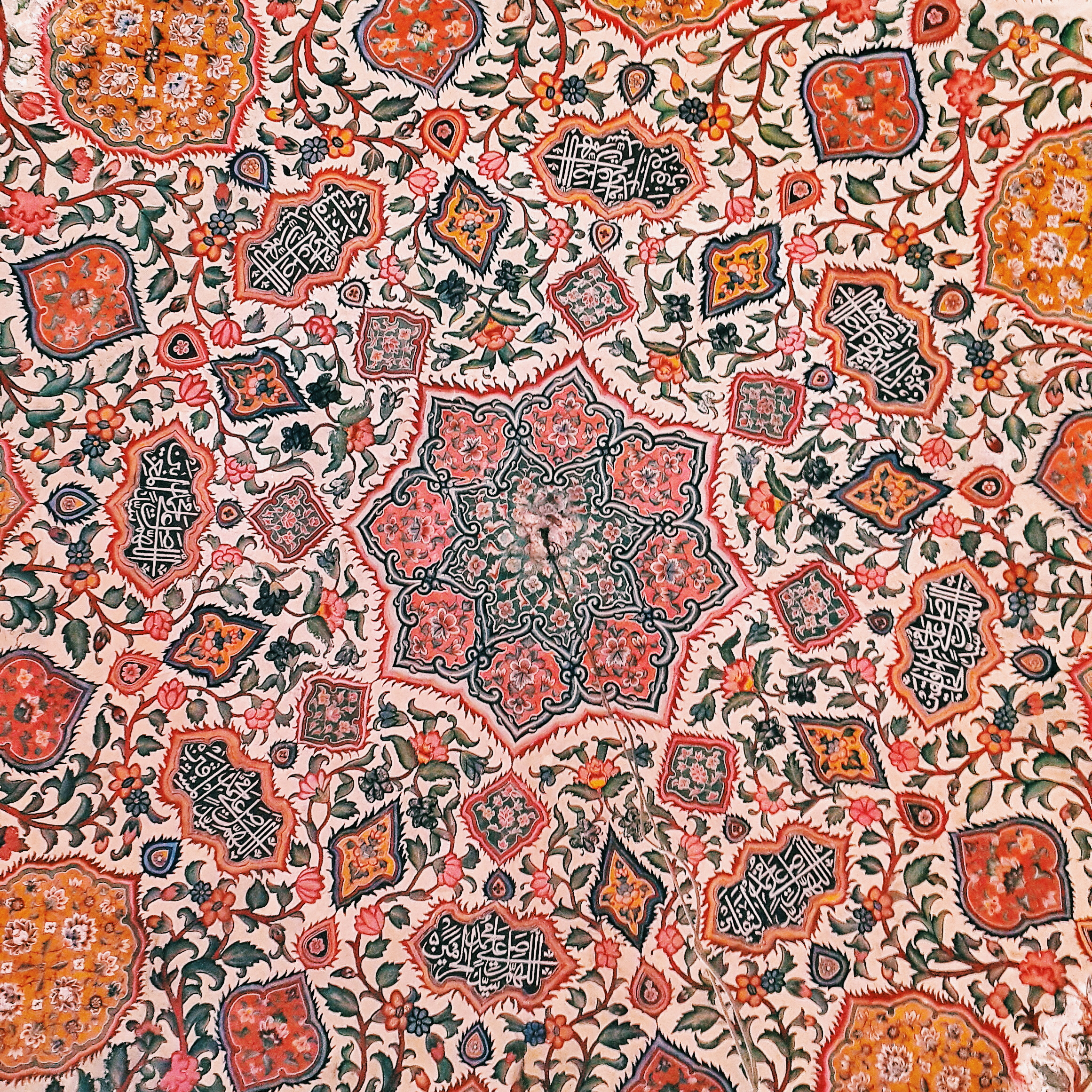
El sostre de la mesquita està adornat amb frescos

#### Taulelleria
Els taulells de fora de la mesquita estan embellits amb l'estil persa conegut com a kashi-kari. Les façanes que donen al pati interior estan ricament ornades amb motius que mostren fortes influències de la Pèrsia del segle xvii. Els colors d'estil persa usats són blau de cobalt, ceruli, blanc, verd, taronja, groc i porpra, mentre que els motius influenciats pels perses són flors en forma d'estrela i vinyes. La mesquita també té motius de xiprers, i és el primer monument mogol que ha manllevat aquest motiu de Pèrsia.
La façana del portal d'entrada davant de Wazir Khan Chowk està decorada amb taulells i cal·ligrafia amb versicles de l'Alcorà, versos de Mahoma, oracions per al profeta i insígnies cal·ligràfiques. Sobre l'iwan de l'entrada a la sala principal hi ha versos de l'Alcorà, de la sura Al-Bàqara, escrits pel cal·lígraf Haji Yousaf Kashmiri.

#### Frescos

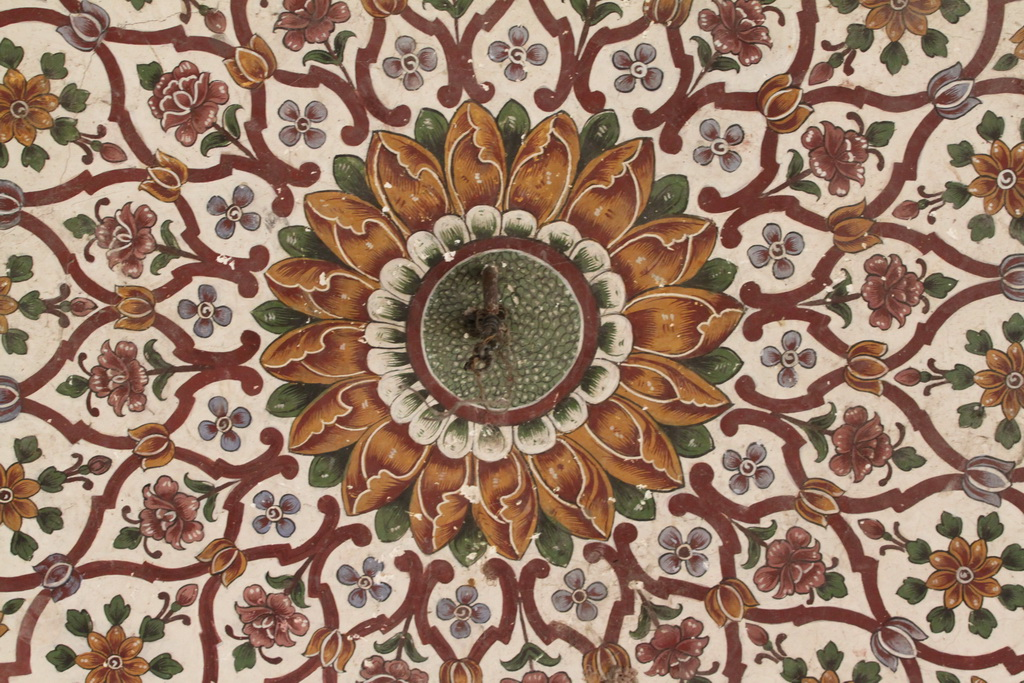
La mesquita té frescos mogols molt detallats

A diferència de la contemporània Mesquita de Shah Jahan de Thatta (a la província de Sind), les parets interiors de la Mesquita de Wazir Khan estan arrebossades i adornades amb frescos. L'estil decoratiu interior és únic en les mesquites de l'època mogola, perquè combina elements imperials mogols amb estils decoratius locals panjabis.
La sala principal conté un pavelló quadrat sobre el qual hi ha la cúpula més gran de la mesquita, una forma persa coneguda com a Char Taq. A dins de la cúpula hi ha frescos que representen arbres en parelles, gerres de vi i safates de fruita, que són al·lusions al paradís islàmic.

#### Adorns arquitectònics

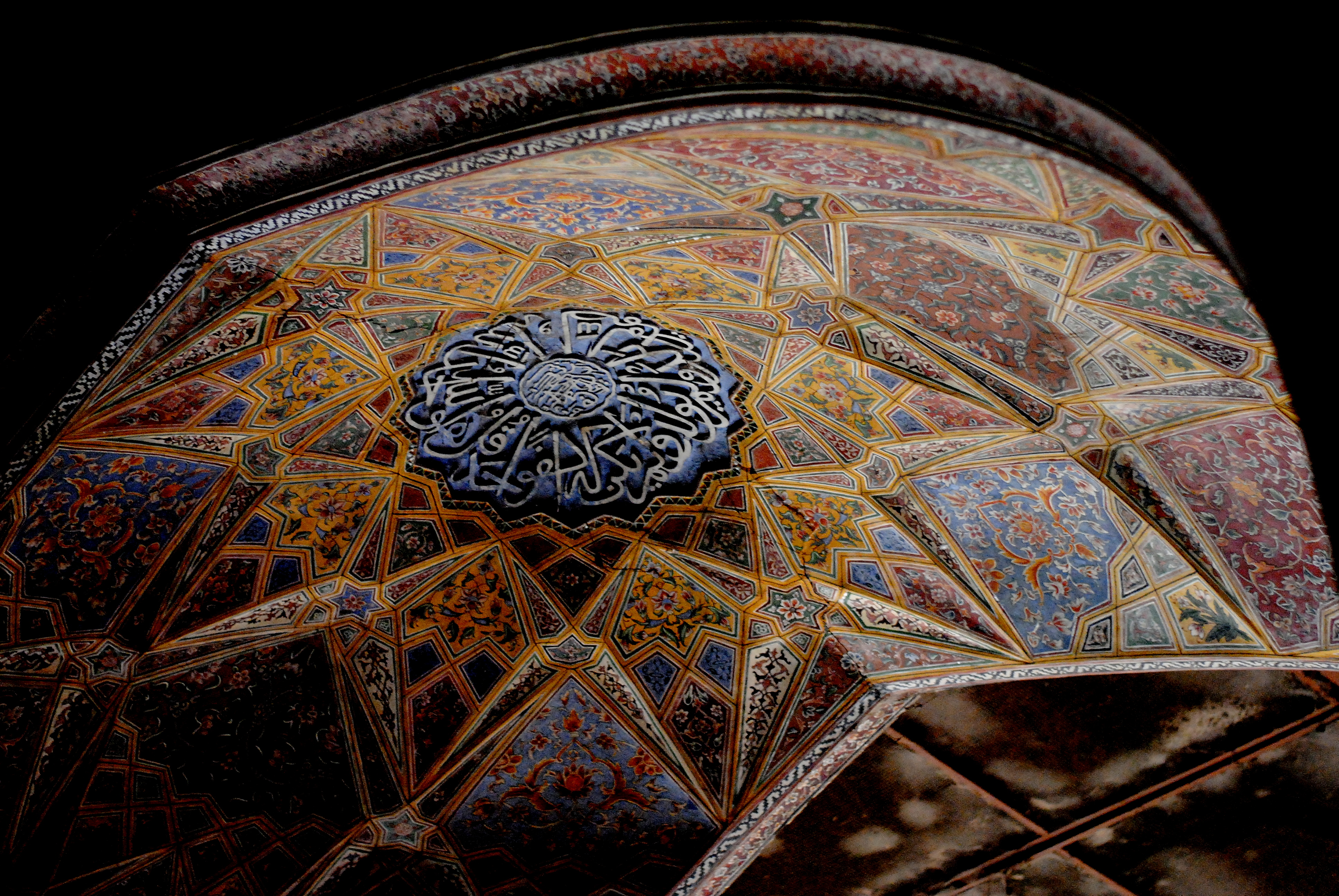
Arcs en la mesquita decorats amb mocàrabs

El nínxol amb volta a l'entrada de la mesquita enfront de la Wazir Khan Chowk està decorat amb motius florals, i presenta un dels primers exemples a Lahore de mocàrabs, un element arquitectònic trobat a l'Alhambra de Granada (Al-Àndalus), així com en mesquites imperials d'Iran. Les cúpules baixes sobre la sala d'oració reflecteixen l'estil de l'anterior dinastia Lodi, que governà Lahore abans de l'era mogol.

## Disseny

### Entrada

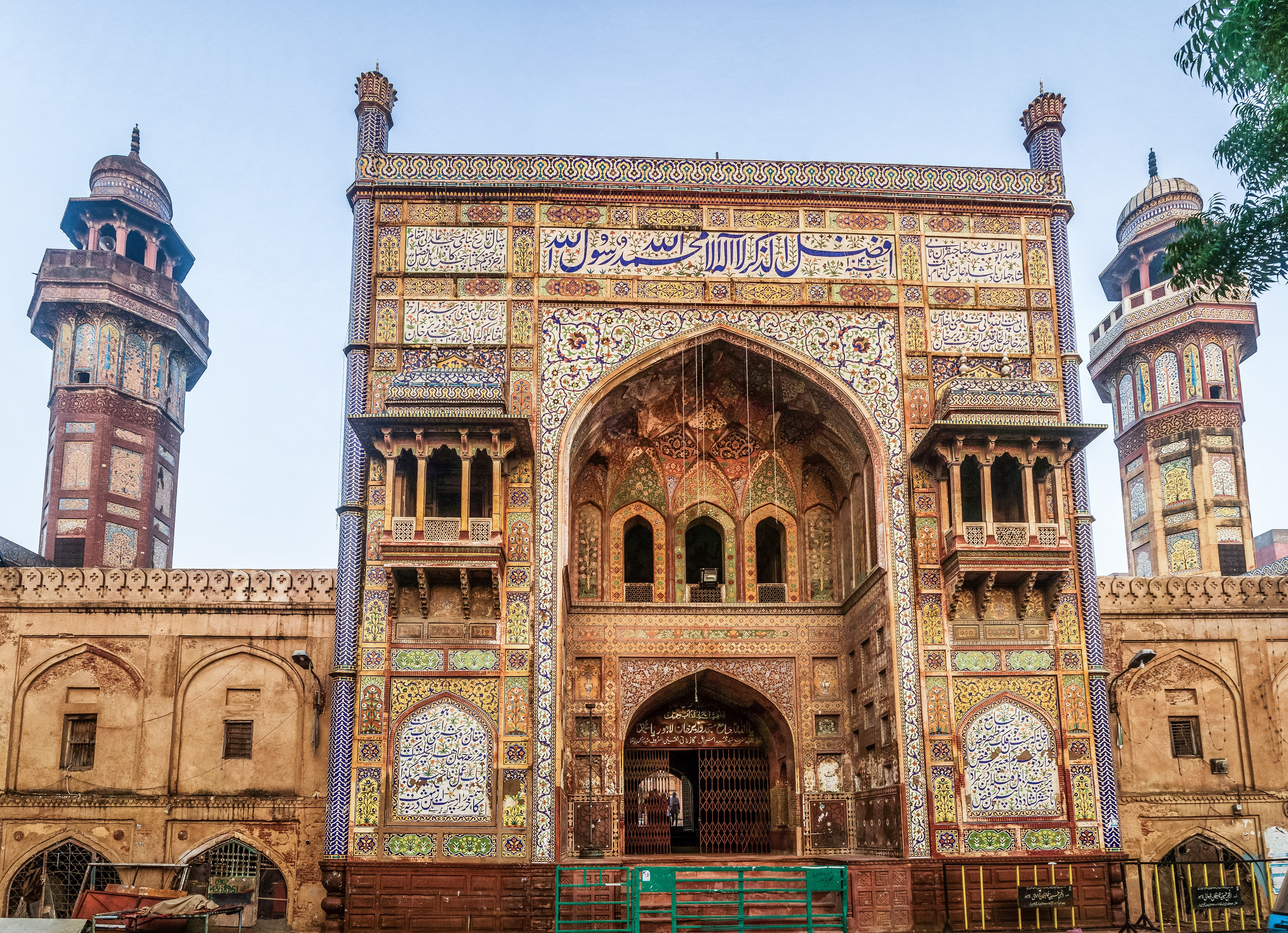
L'entrada a la mesquita té un gran iwan que dona a Wazir Khan Chowk, una petita plaça

L'entrada a la Mesquita de Wazir Khan es realitza per un gran iwan d'estil timúrida sobre un portal més petit davant del Wazir Khan Chowk. L'iwan està flanquejat per dos balcons envolats. Sobre l'iwan hi ha la declaració de fe islàmica (xahada) escrita en àrab en taulells. Els plafons que envolten l'iwan contenen quartetes perses escrites pel cal·lígraf Muhammad Ali, que fou deixeble del sant sufí Mian Mir. Els panells diuen:
| « | Per a qui es gire cap a l'alquibla en oració, que aquesta porta romanga oberta i pròspera fins al dia de la resurrecció. [dreta] Timoners! Tot el que sembrem en aquest món l'en collirem en l'altre. Assenta una bona base en aquesta vida, perquè tot el món ha de passar per aquesta porta al Paradís. [esquerra] | » |

L'entrada pel petit portal duu a una cambra octogonal que es troba al bell mig del Basar del Cal·lígraf de la mesquita; aquesta cambra és al centre del que és el primer exemple a Àsia meridional del concepte de basar charsu d'Àsia Central, o basar de quatre eixos. Dos dels quatre eixos estan alineats amb el Basar del Cal·lígraf, i els altres dos s'alineen des del portal d'entrada fins al centre de la sala principal.

### Pati

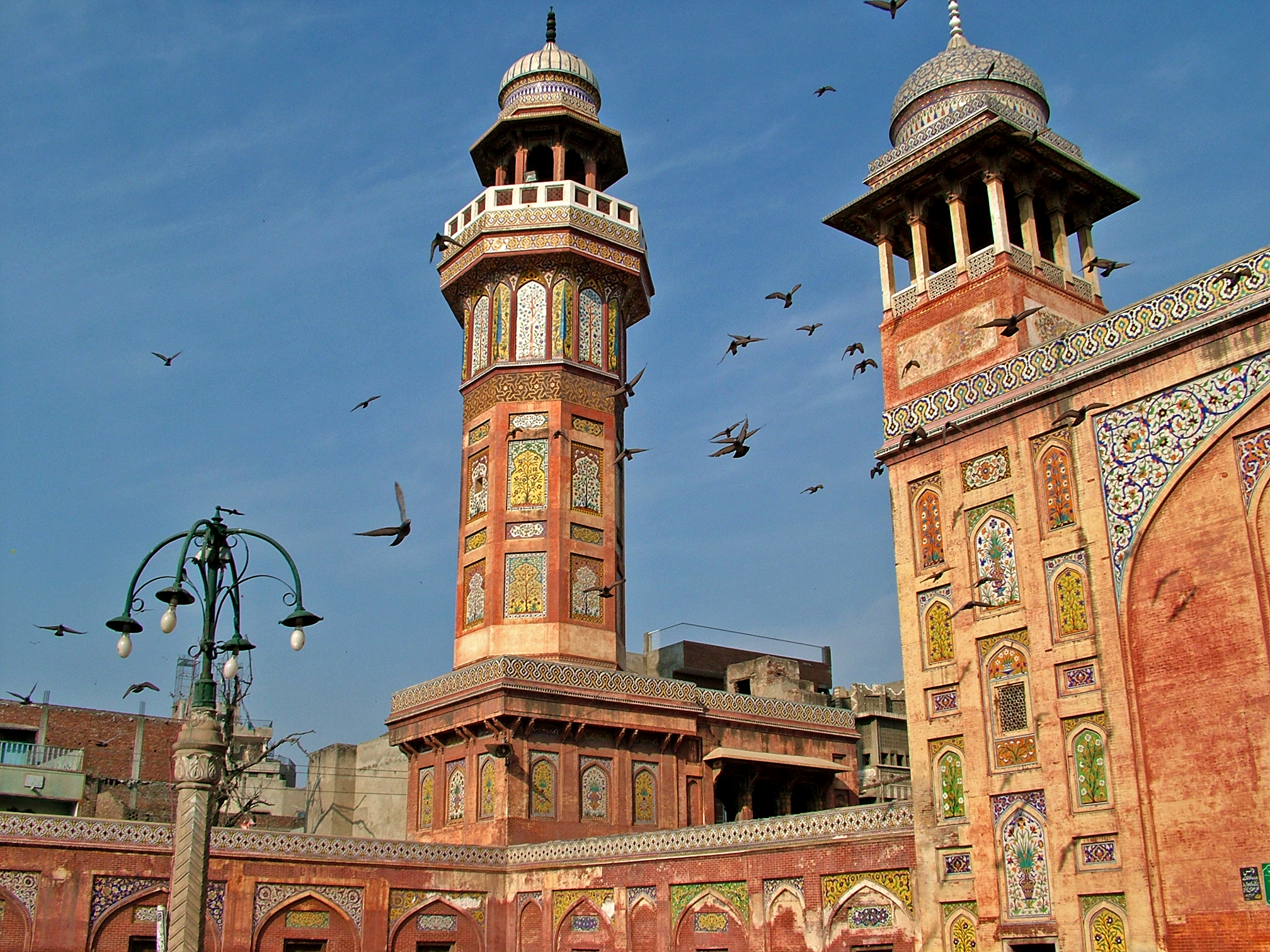
Les façanes que donen al pati de la mesquita estan adornades amb taulells kashi-kari

El pas pel portal i la cambra octogonal duu al pati central de la mesquita. El pati té galeries amb arcs que envolten un pati central pavimentat amb rajola, una característica típica de les mesquites imperials perses de l'Iran.
El pati de la mesquita té un estany per a l'ablució ritual islàmica. El pati té una cripta subterrània que alberga la tomba del sant sufí del segle XIV, Syed Muhammad Ishaq Gazruni, també conegut com Miran Badshah.
El pati té als quatre costats 32 khana, o petits claustres d'estudi. Els quatre minarets de la mesquita són en cada cantonada del pati.

### Sala principal d'oració

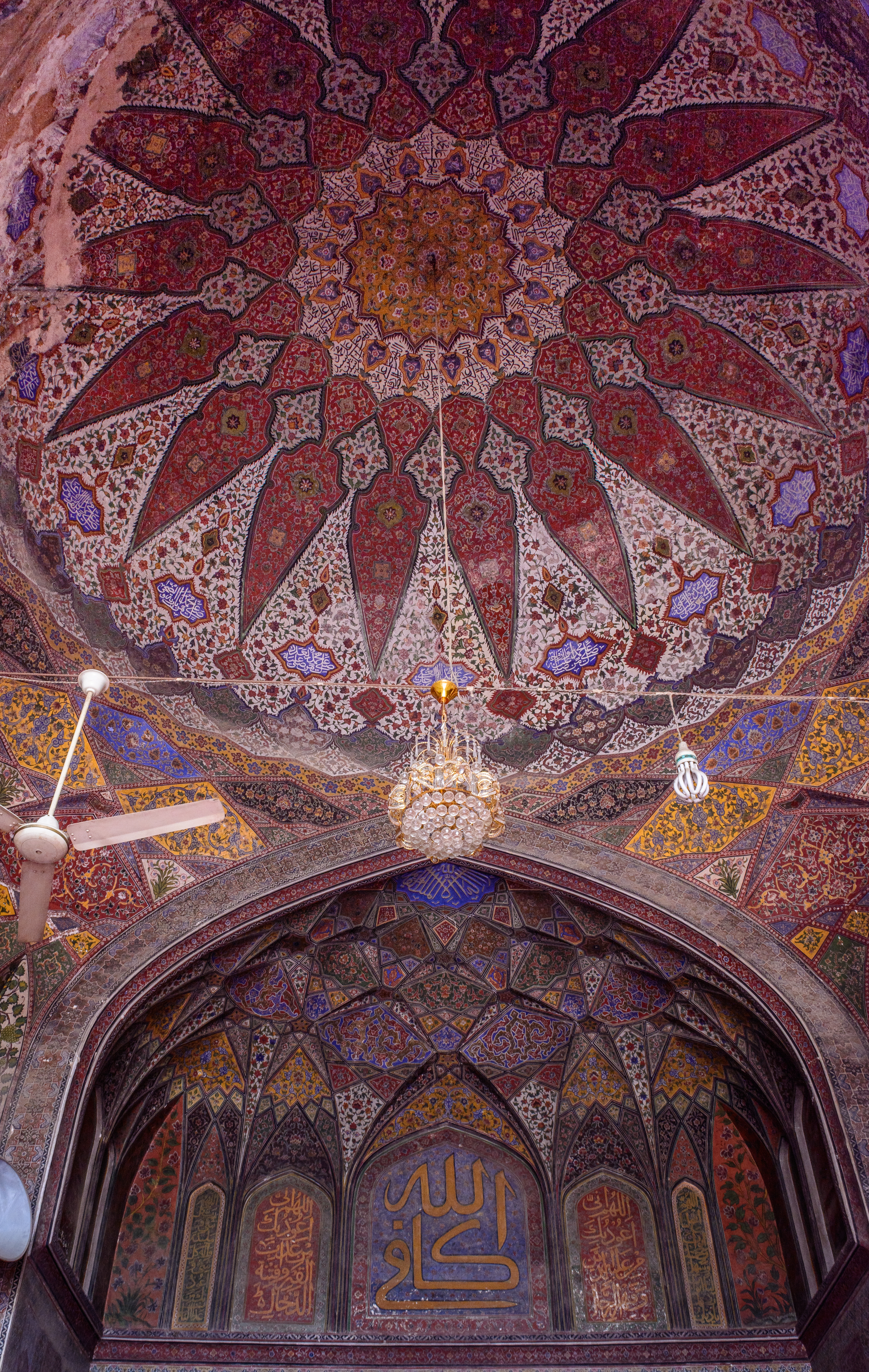
La sala d'oració principal està profusament adornada amb frescos mogols

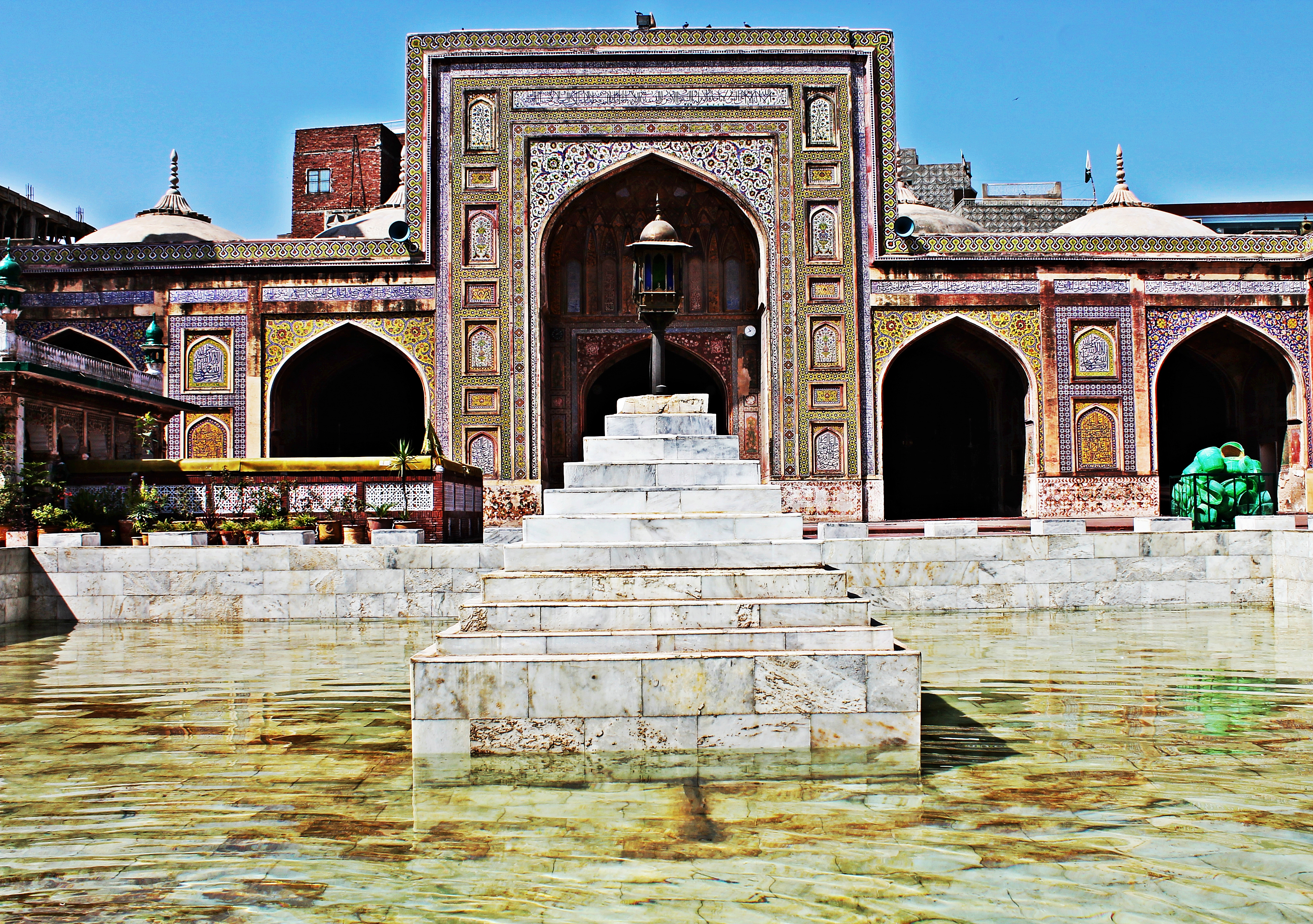
La sala principal d'oració s'obri a un estany d'ablució

La sala d'oració de la mesquita es troba en la part més occidental. Està dividida en cinc seccions alineades en un únic corredor llarg que va de nord a sud, semblant a la sala d'oració en l'antiga Mesquita de Mariyam Zamani Begum.
La secció central de la sala d'oració està coronada amb una cúpula que recolza sobre quatre arcs que formen un pavelló quadrat, una forma arquitectònica persa coneguda com a Char Taq. El compartiment restant a la sala d'oració està coronat amb una cúpula construïda en un estil semblant al de l'anterior dinastia Lodi. Els compartiments més al nord i sud també contenen petites cel·les que alberguen escales de caragol que duen al terrat.
Les parets de dins de la sala d'oració també estan decorades amb cal·ligrafia àrab i persa. Cada paret conté dissenys únics de mosaic. Les propietats acústiques de la cúpula permeten que el sermó de l'imam es projecte al pati de la mesquita.

## Conservació
El conjunt de la mesquita està inclòs en els Monuments del Patrimoni Protegit del Departament d'Arqueologia de Panjab. El 1993, s'incorporà a la Llista Indicativa del Pakistan —pas previ per a ser declarat Patrimoni de la Humanitat—, en la categoria de Bé Cultural (núm. ref. 1278). El 2004, el Govern de Panjab feu un esforç per a restaurar la mesquita. El 2007, l'Agakan Trust for Culture s'associà amb el Govern de Panjab per a restaurar el monument, i el 2009 va començar un estudi com a part d'un esforç per a restaurar la ciutat emmurallada de Lahore.

### Restauració

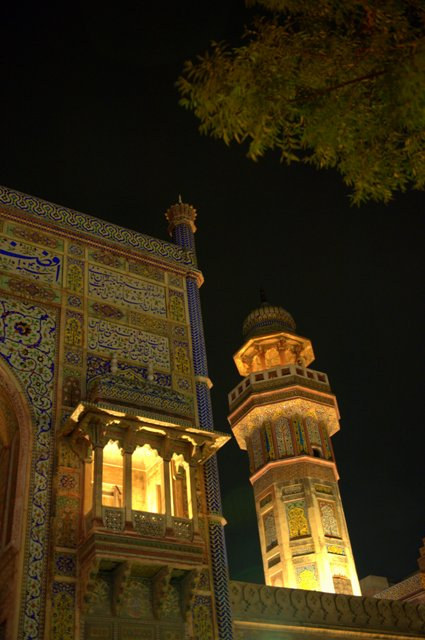
La mesquita s'il·lumina a la nit

Les obres de restauració en la Mesquita de Wazir Khan començaren el 2004.

En 2012, el Govern de Panjab amb la col·laboració de l'Agakan Trust for Culture va restaurar una secció de Shahi Guzargah entre la mesquita i la porta de Delhi. El projecte s'acabà el 2015 amb el suport dels governs de Noruega i Estats Units.

## Galeria d'imatges

Vistes exteriors
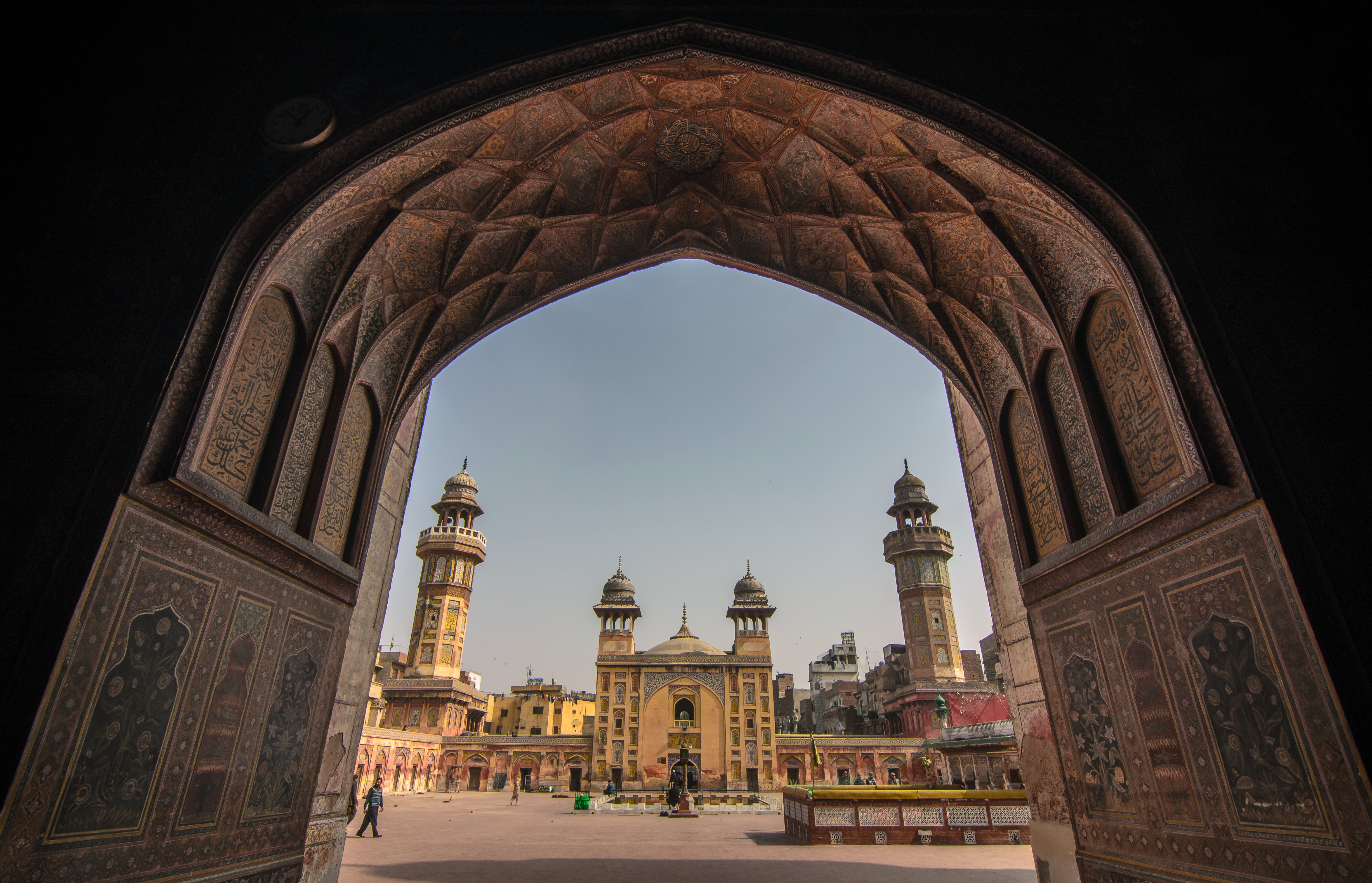
La mesquita a través d'un arc d'accés a la plaça Wazir Khan Chowk
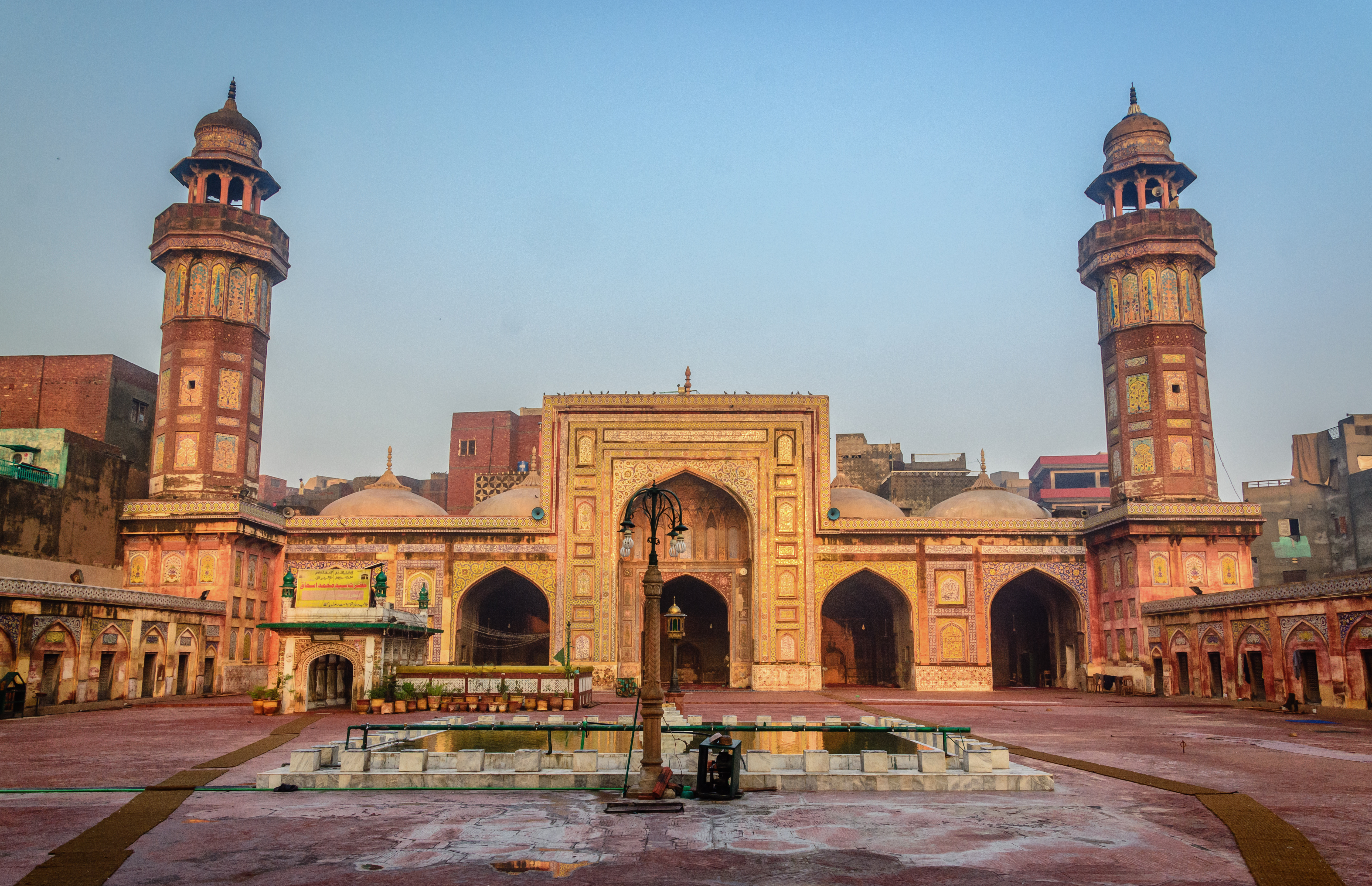
El pati, amb l'accés a la sala d'oració principal
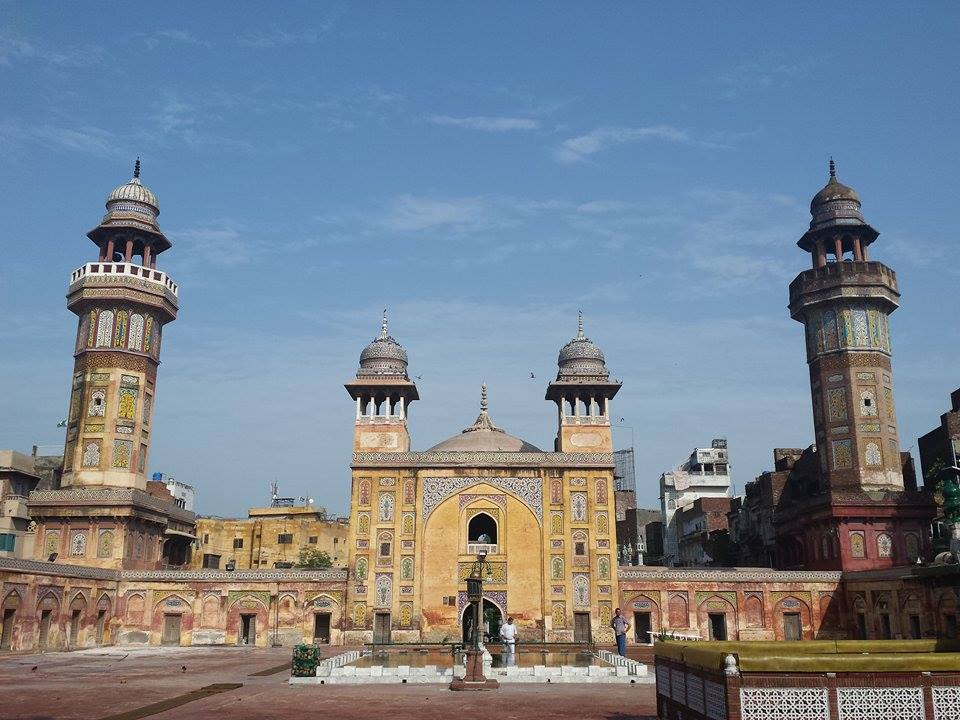
Façana de la mesquita a la plaça
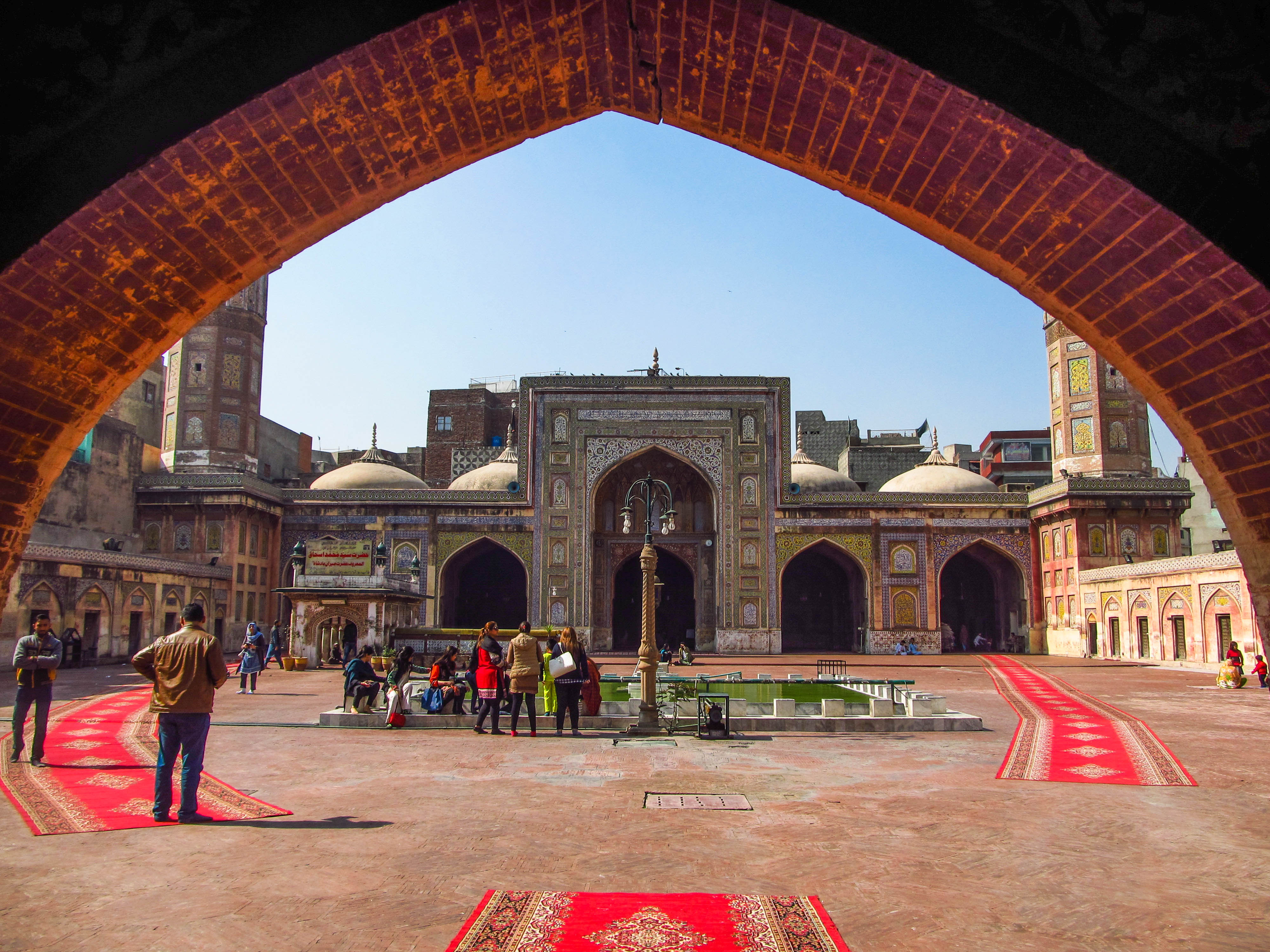
Vista des de l'entrada
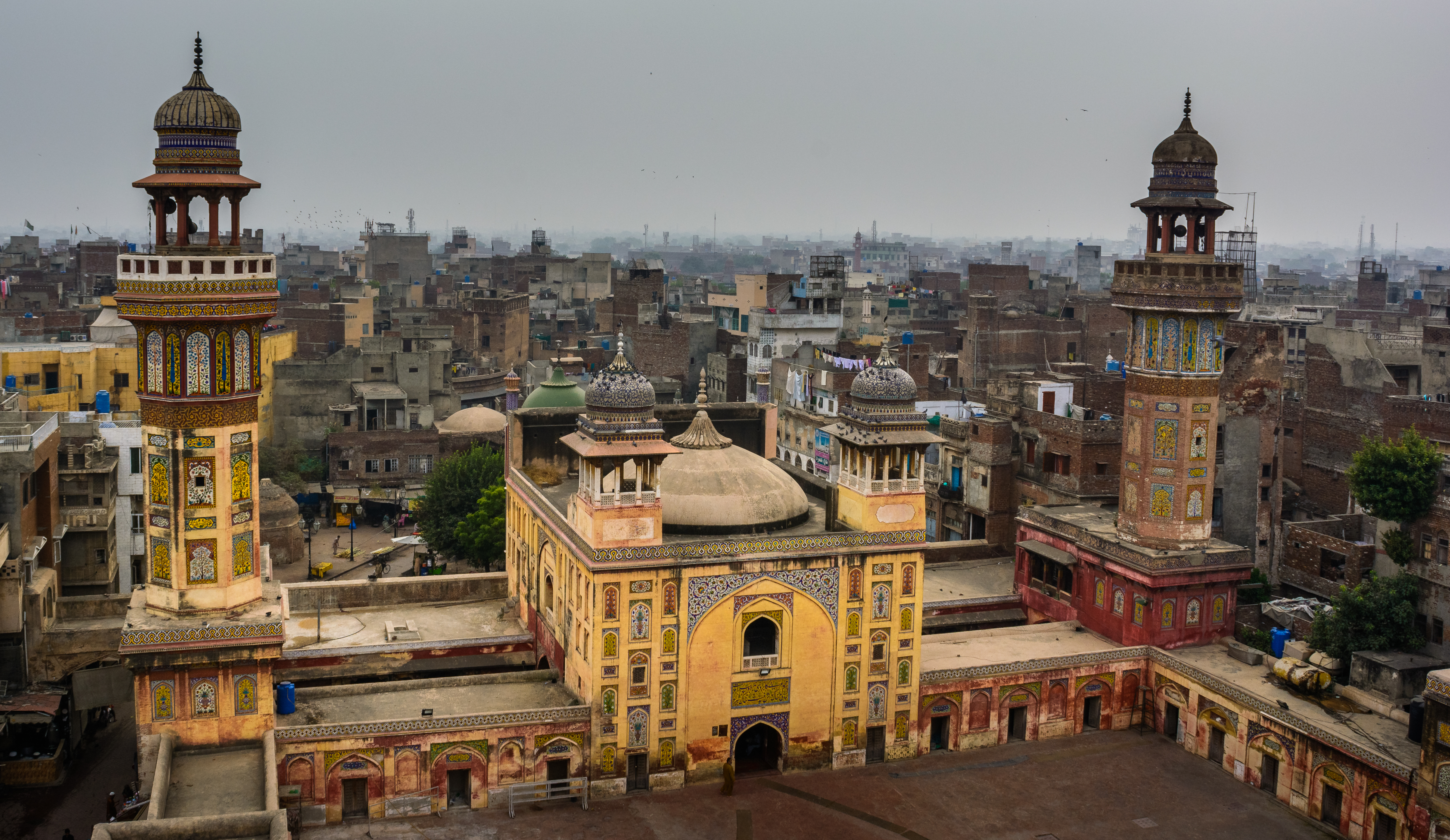
Vista elevada de la mesquita

Vistes interiors
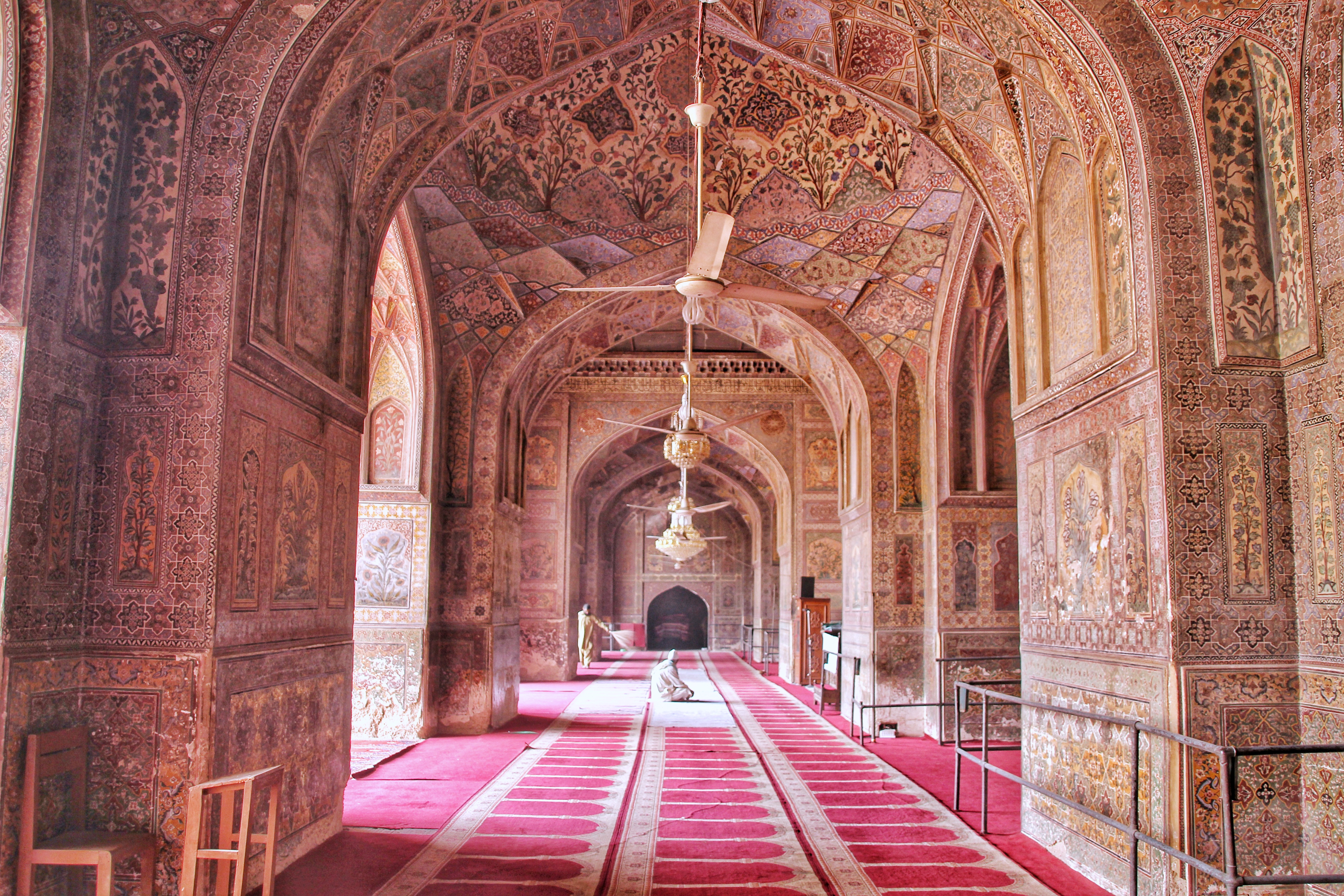
Adorns de superfície interior
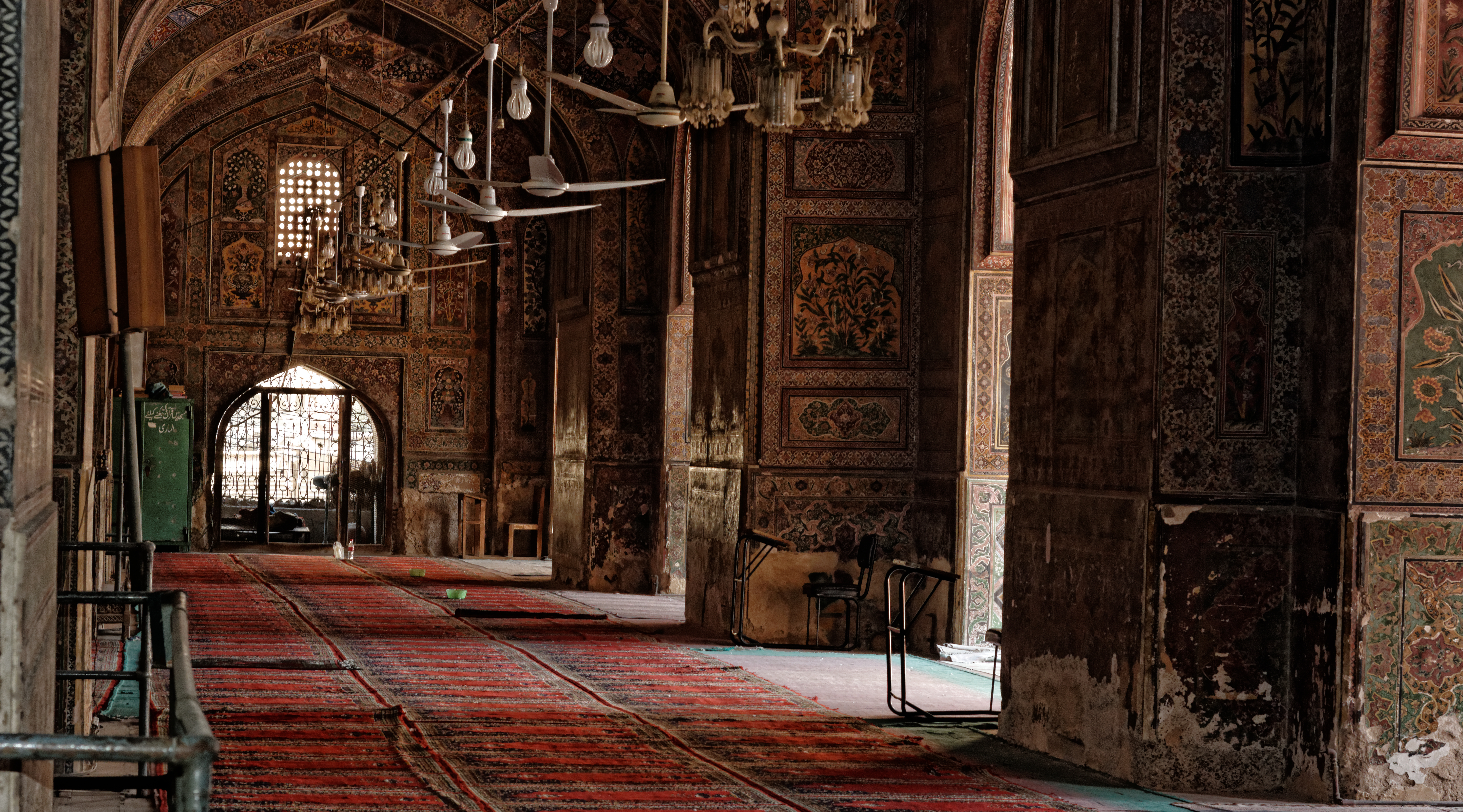

Detalls exteriors
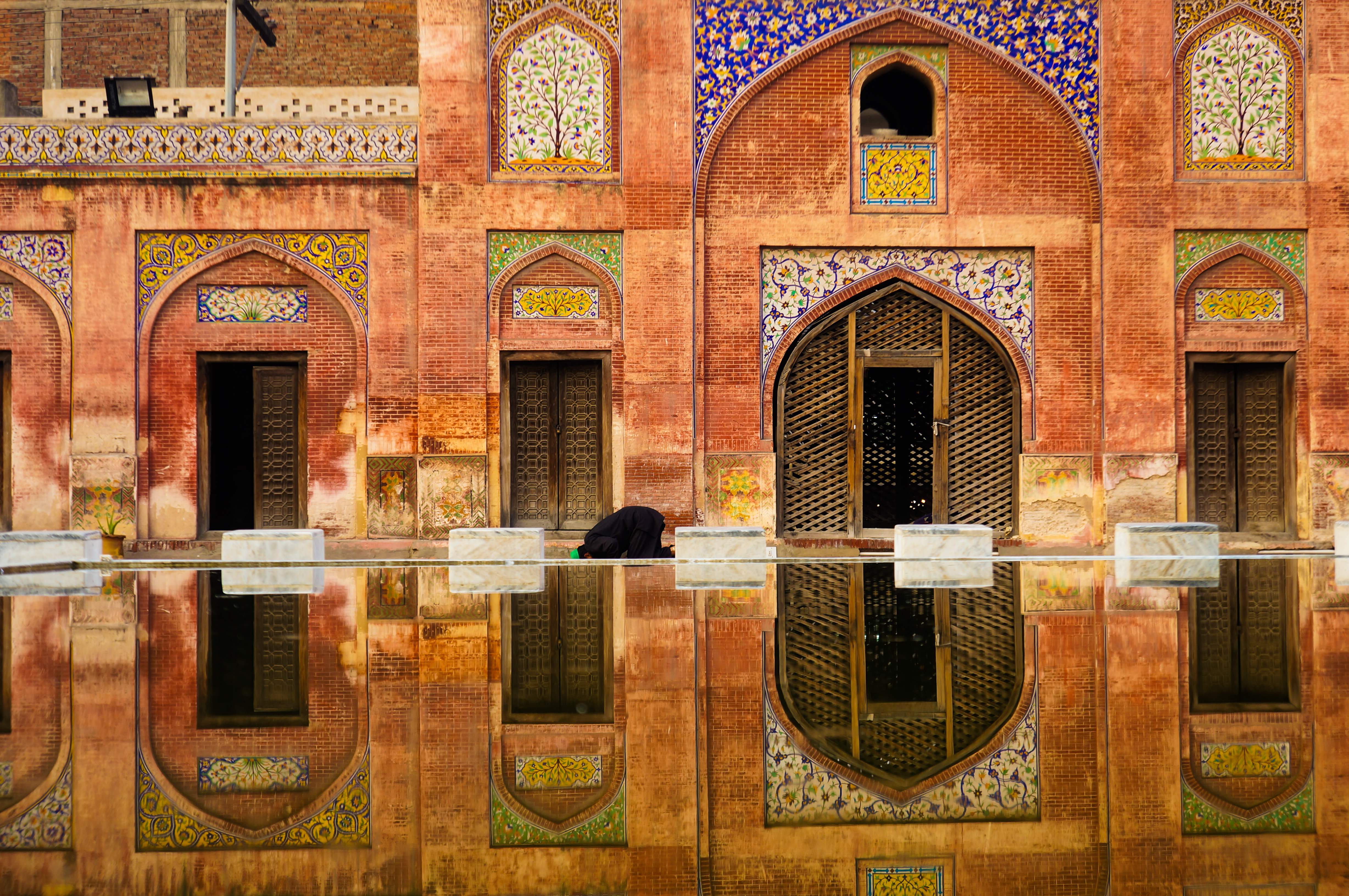
Detall de la façana de la sala d'oració
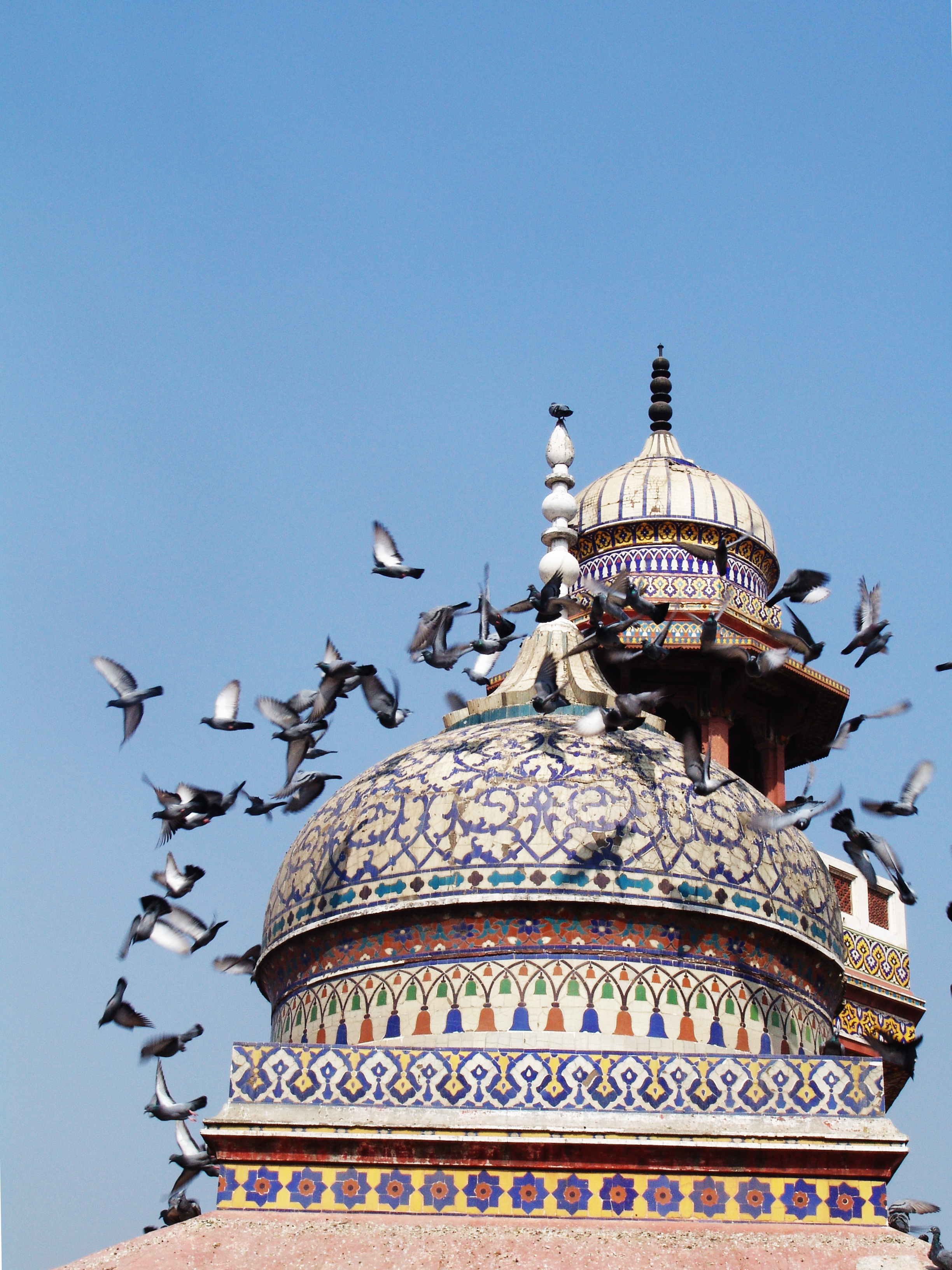
La cúpula decorada amb taulells
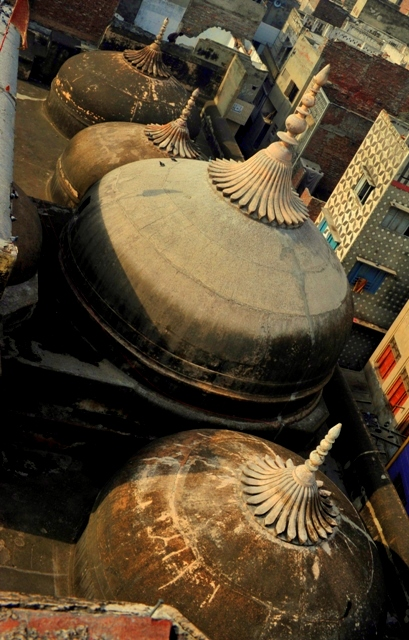
Doms curts d'estil Lodi
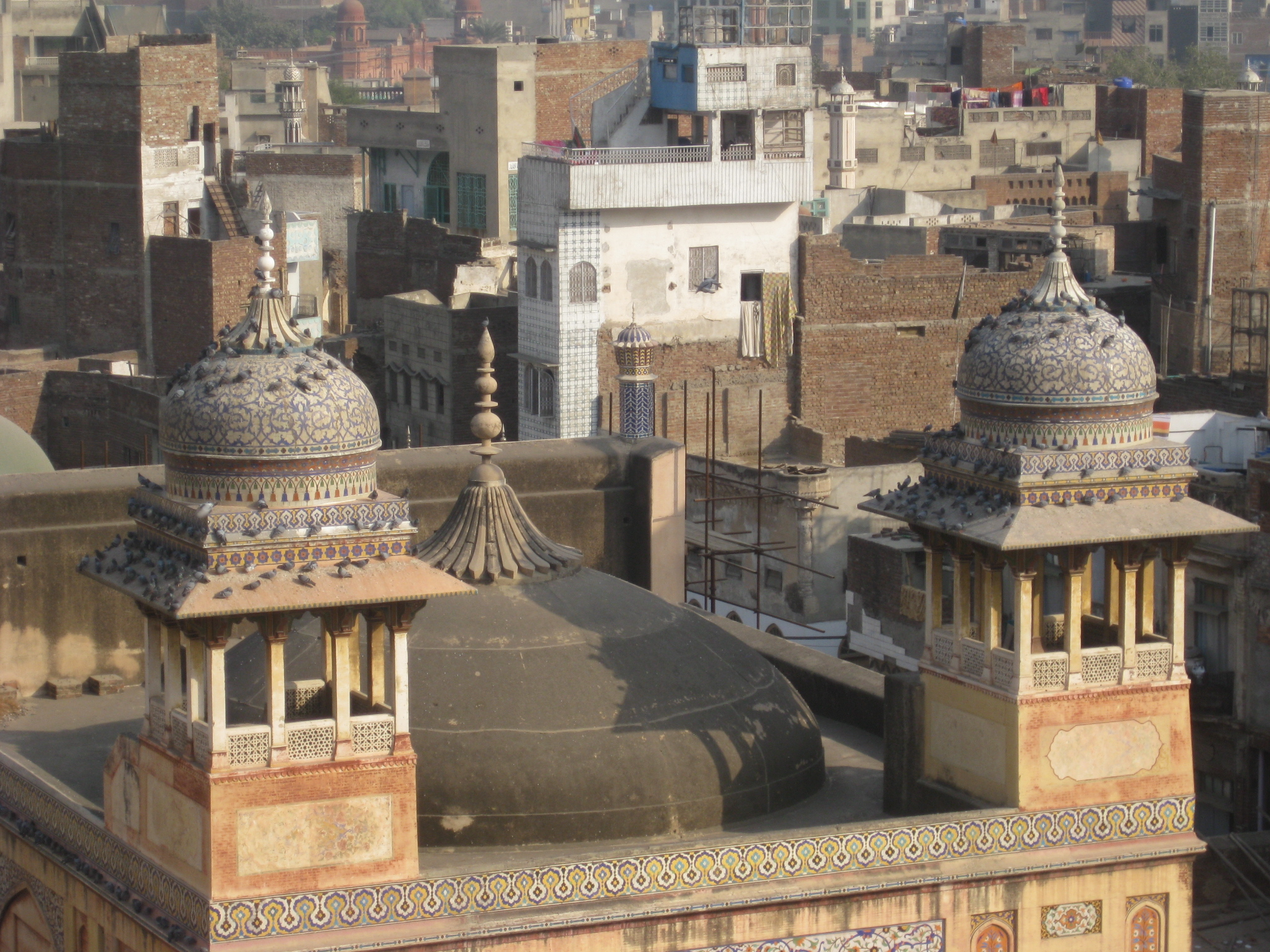
L'entrada a la sala d'oració principal amb dues torres petites
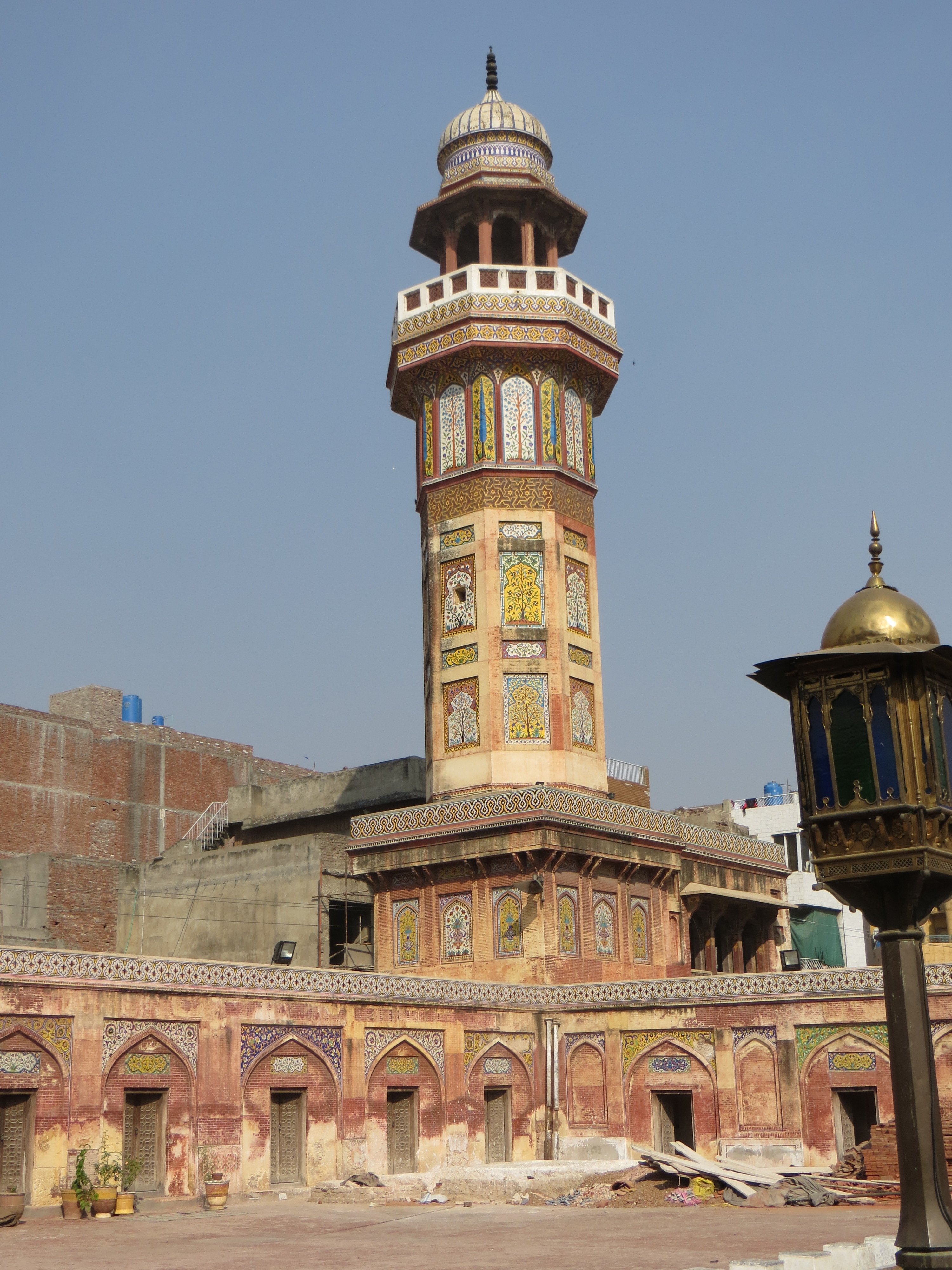
Detall de minaret
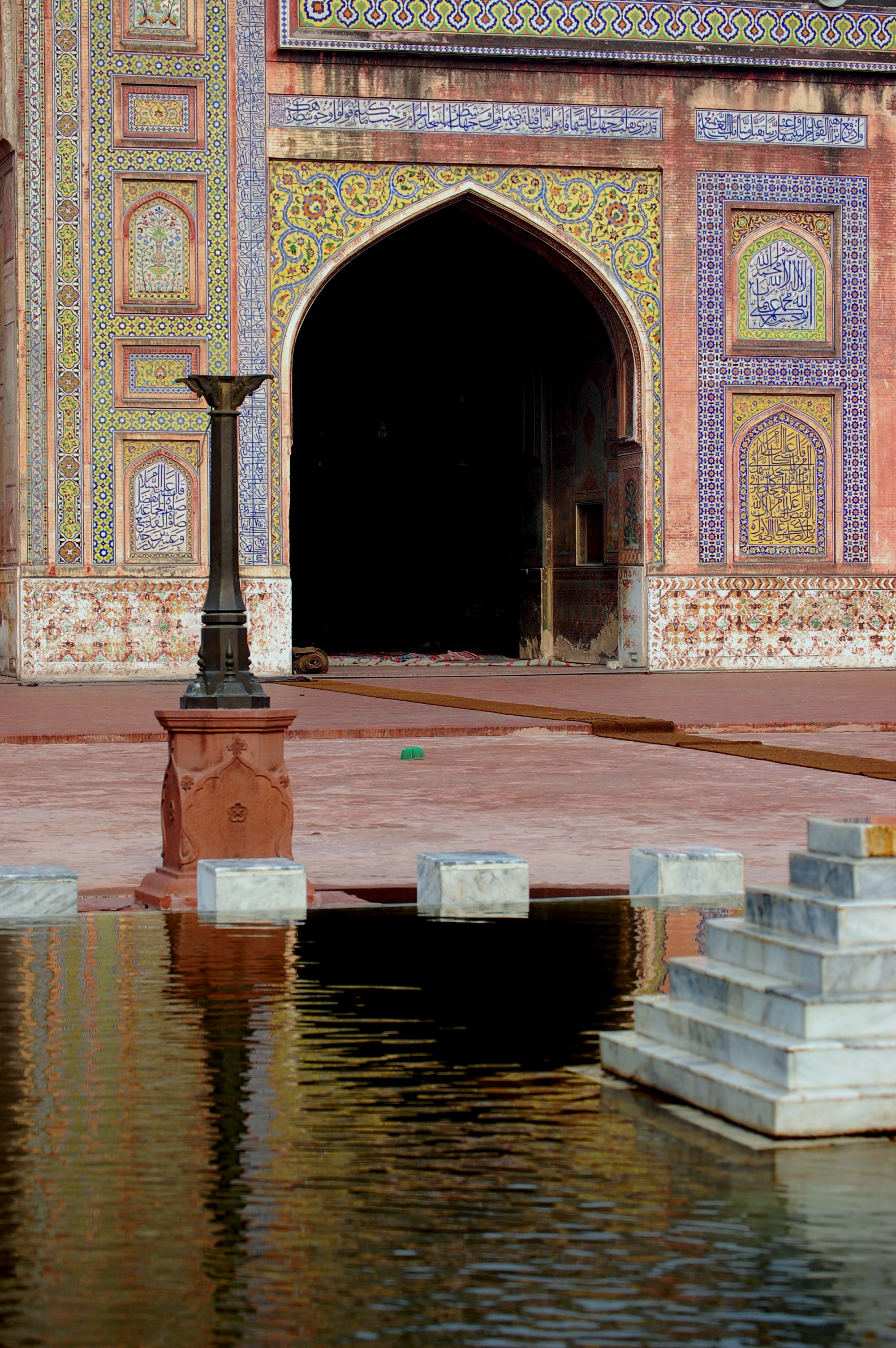
La piscina d'ablució del pati, amb una font

Detalls interiors
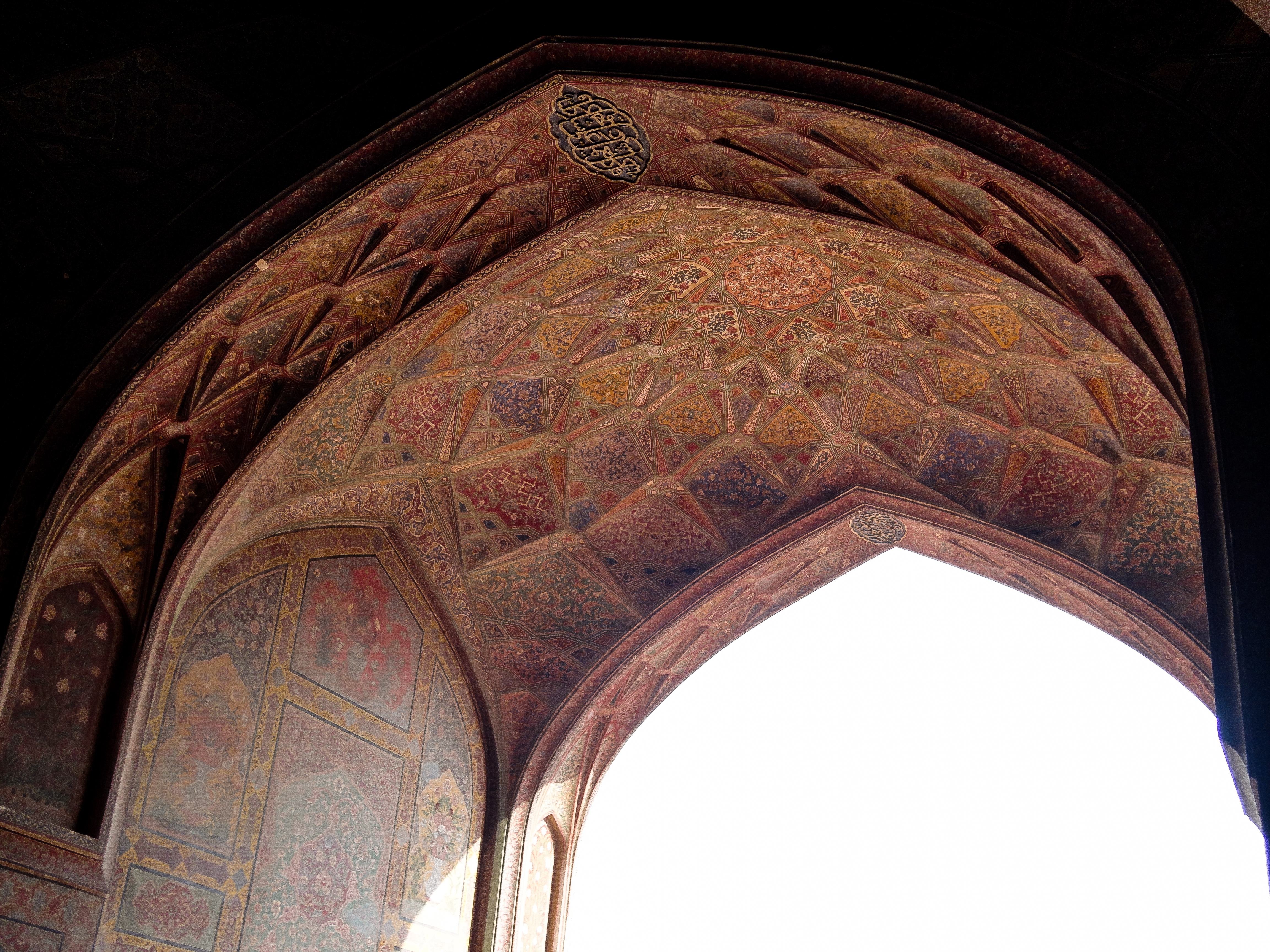
La mesquita presenta un dels primers mocàrabs de l'Àsia meridional
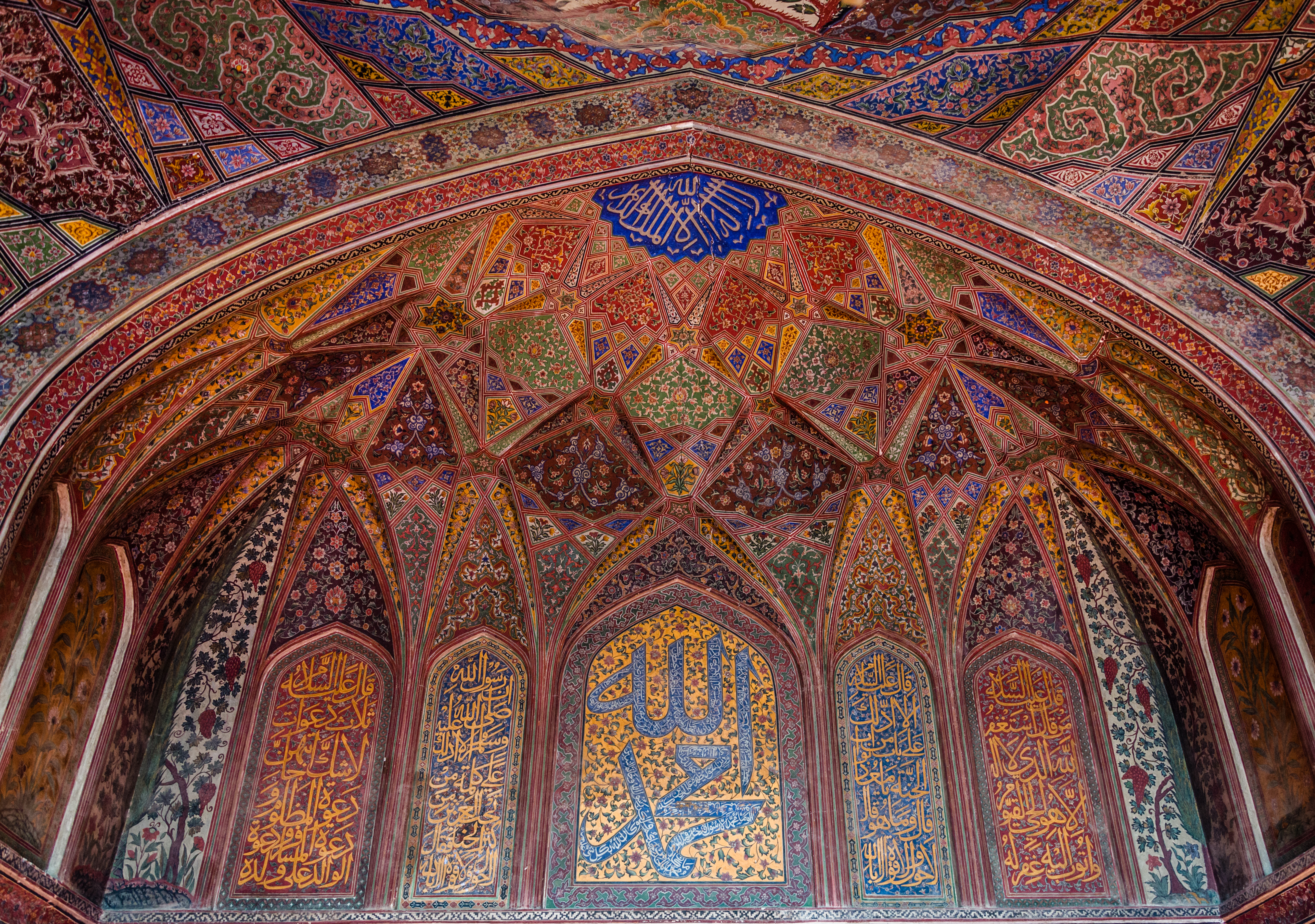
Mocàrab decorat
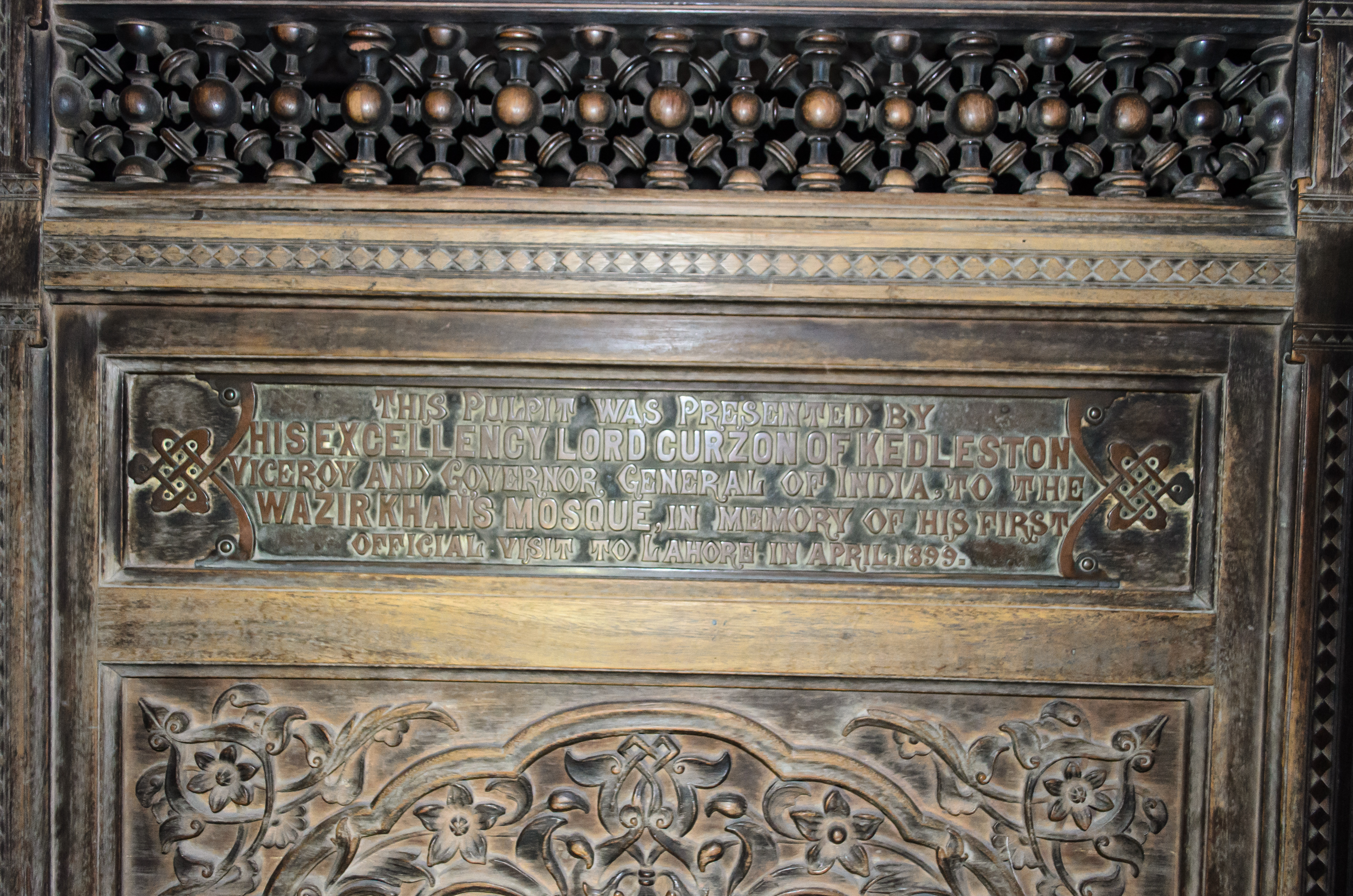
El púlpit data de l'època colonial
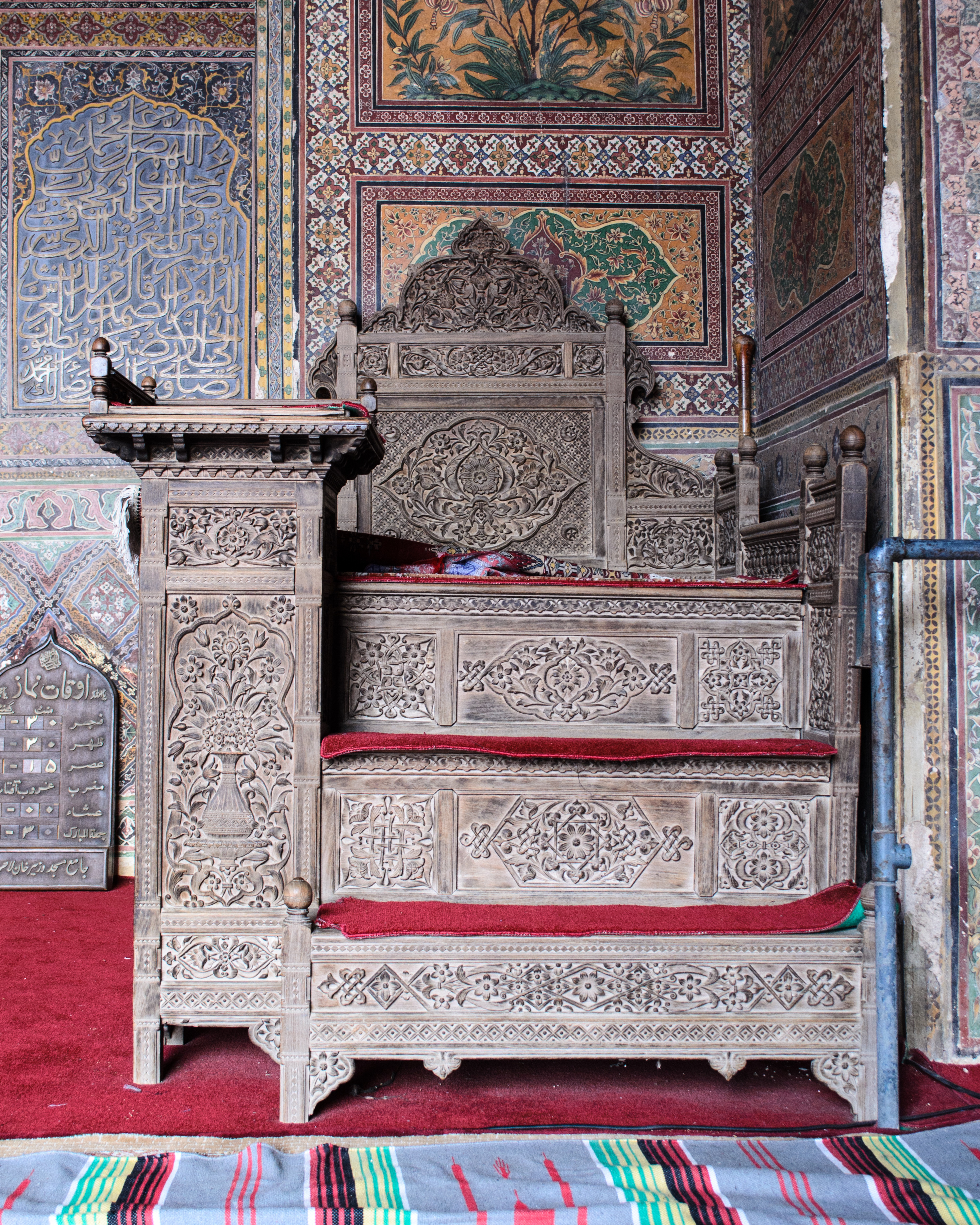
El púlpit

Cal·ligrafies àrabs en els taulells i frescos
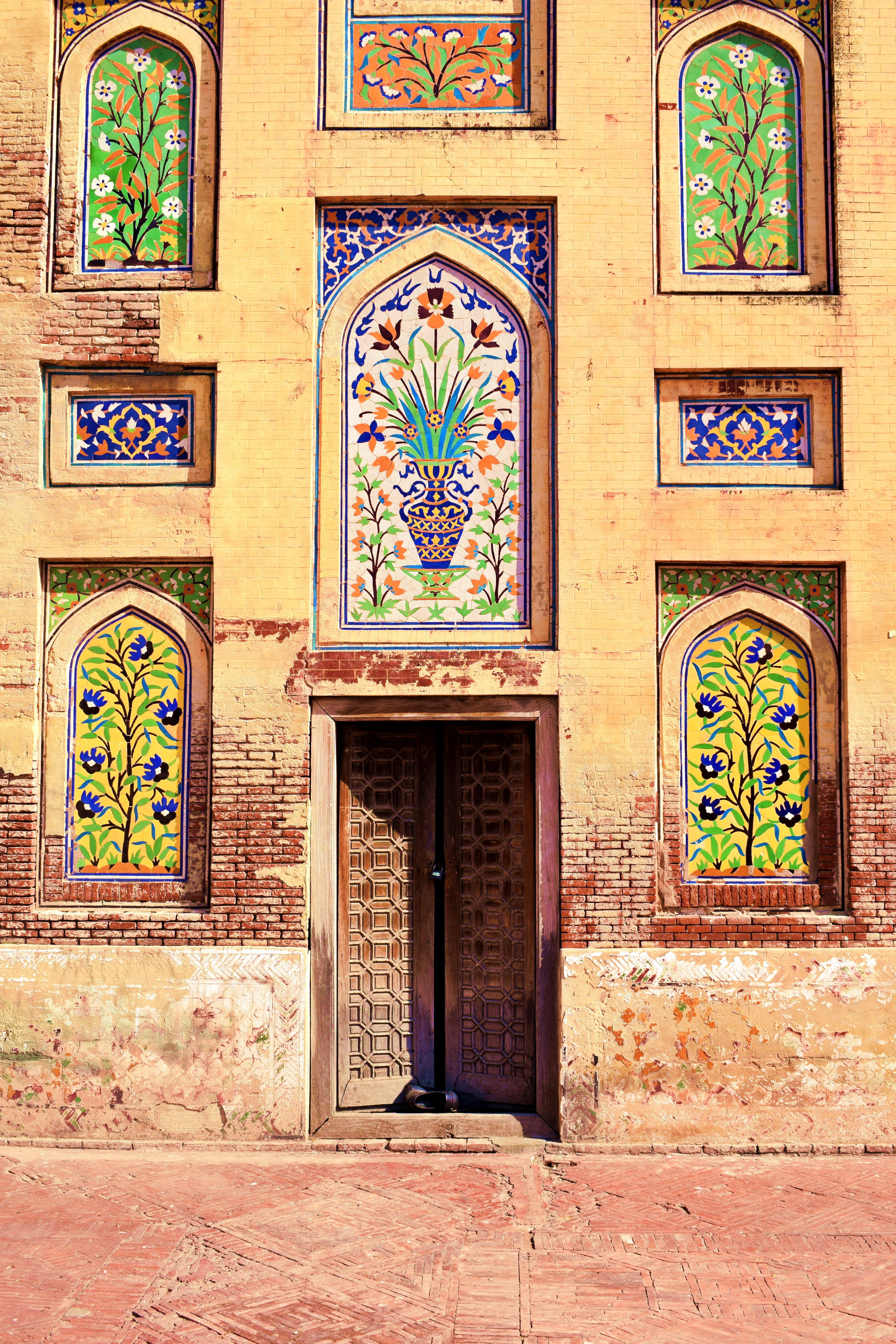
Panells fora de la mesquita
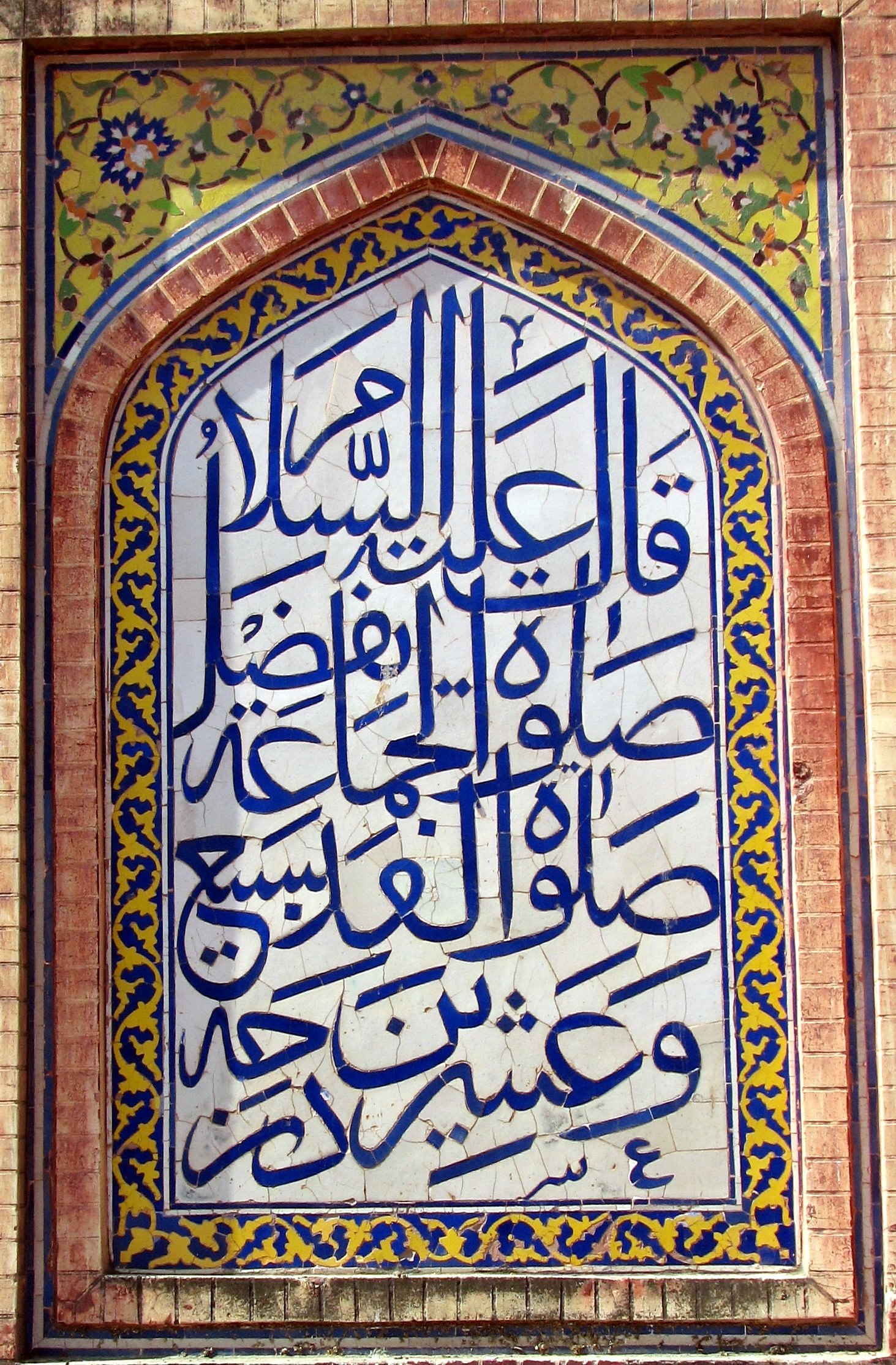
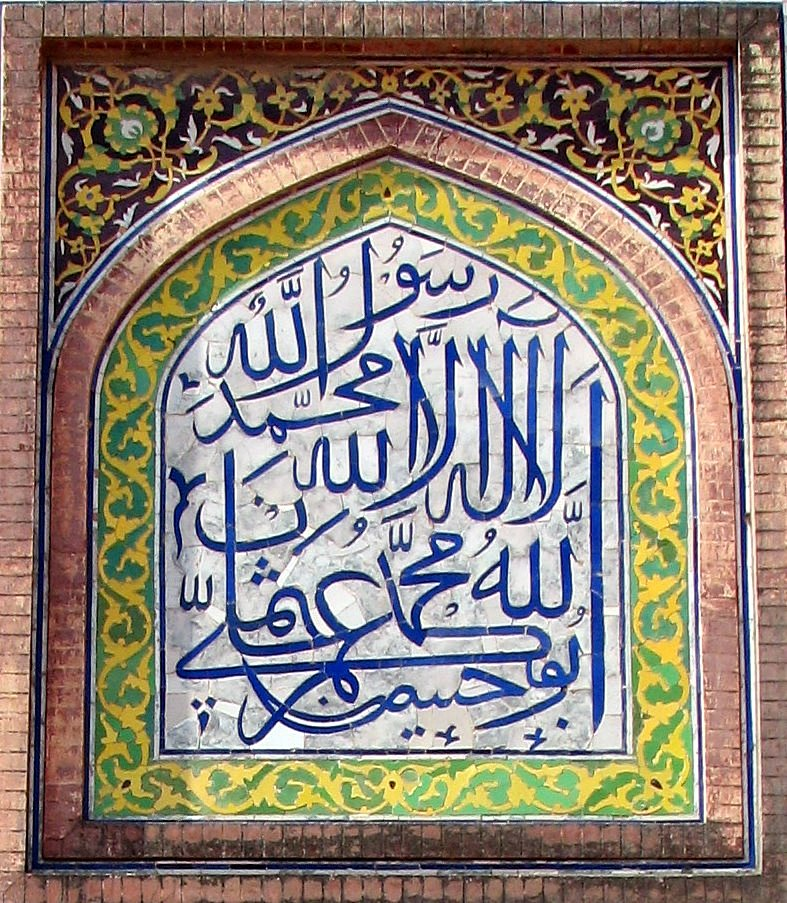
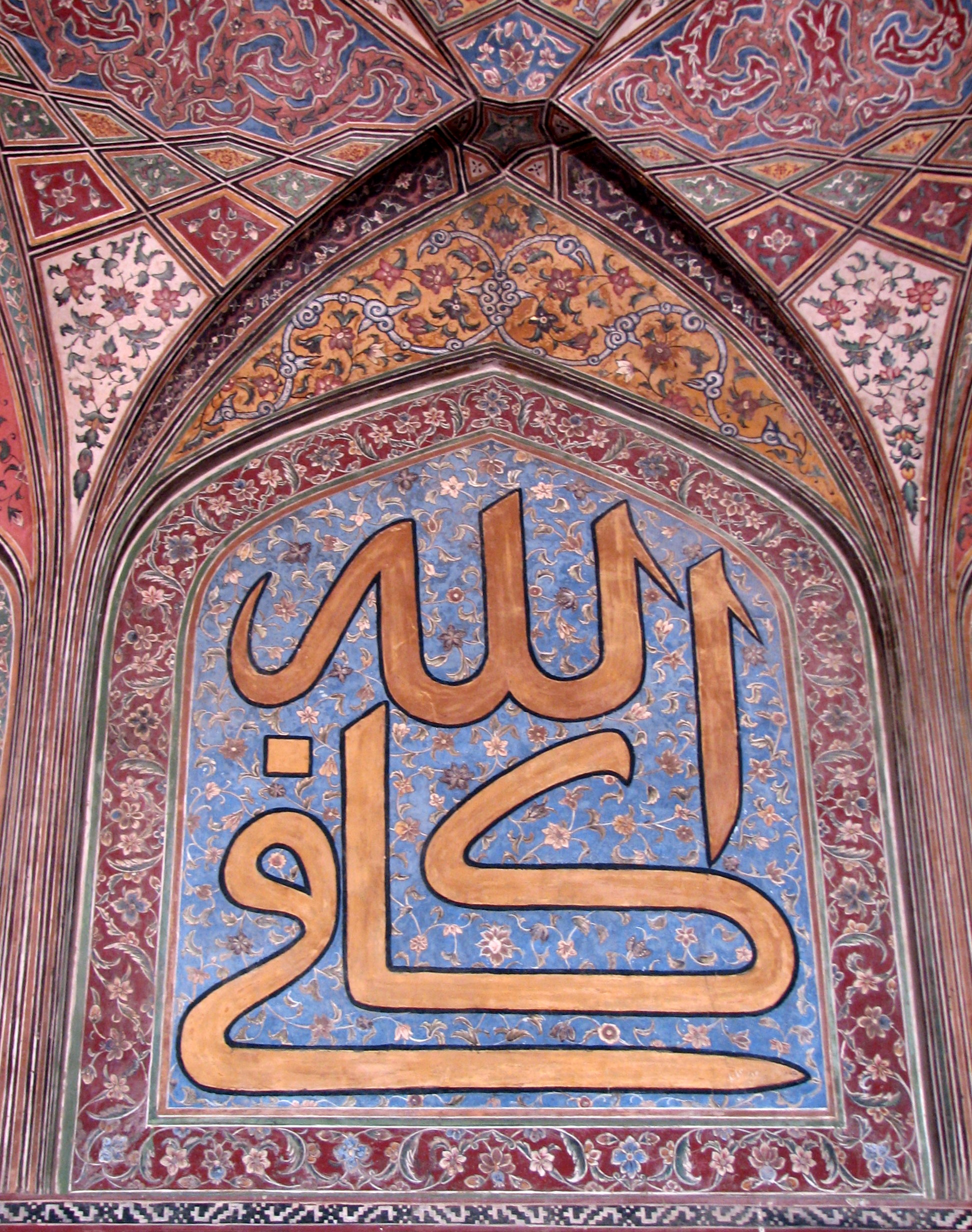
Cal·ligrafia: "Déu és abundor"
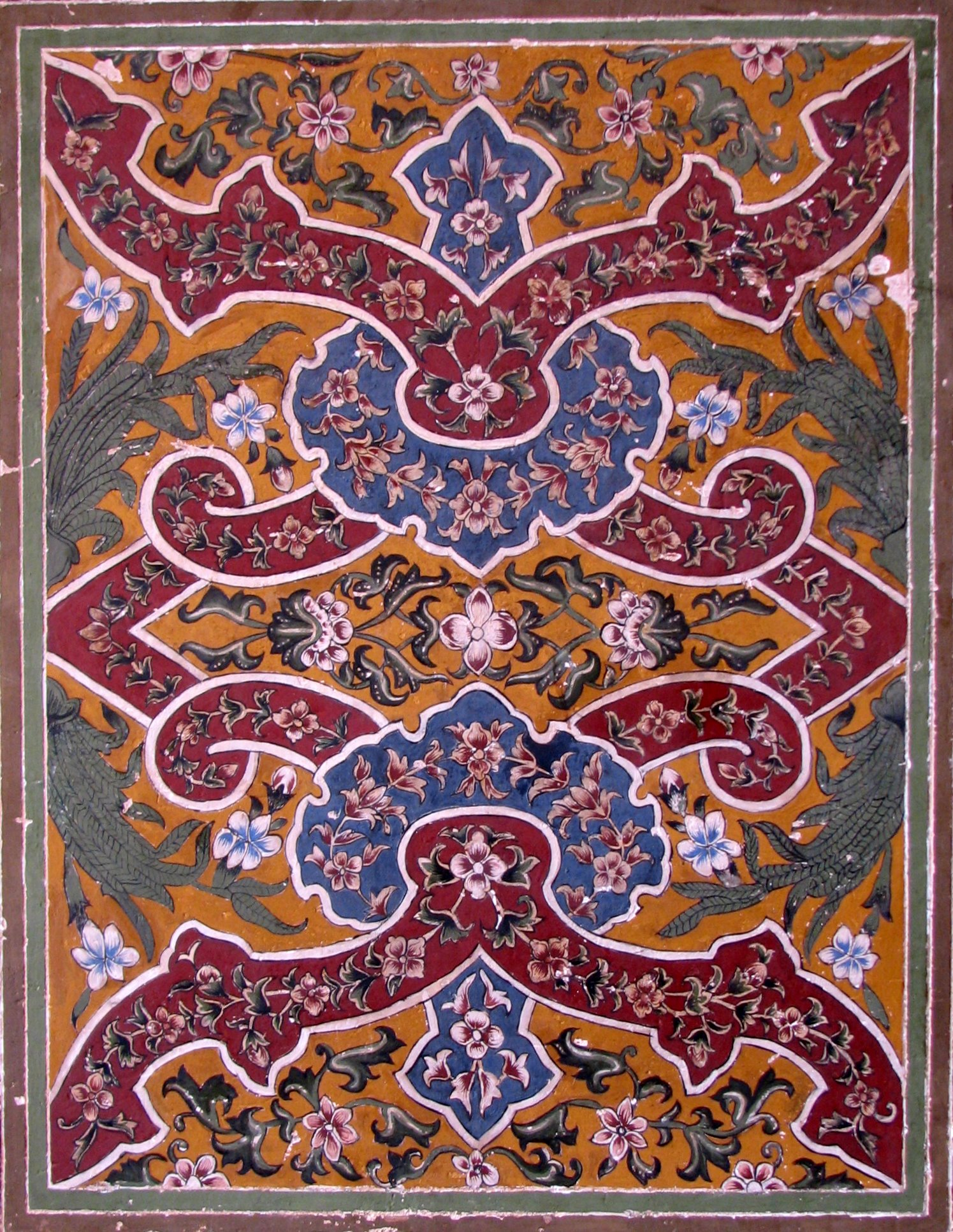
Fresc de la sala d'oració
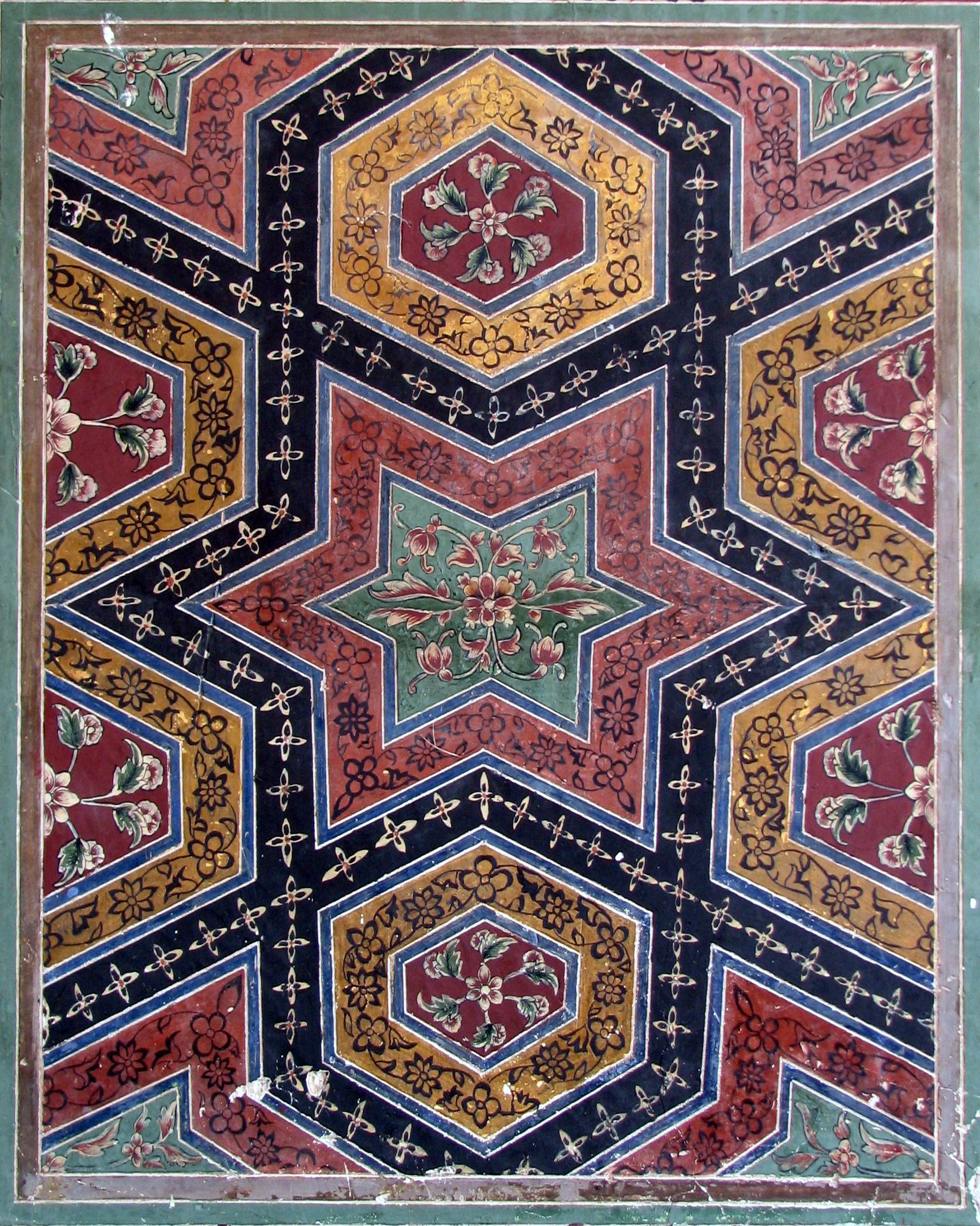
Fresc a la sala d'oració
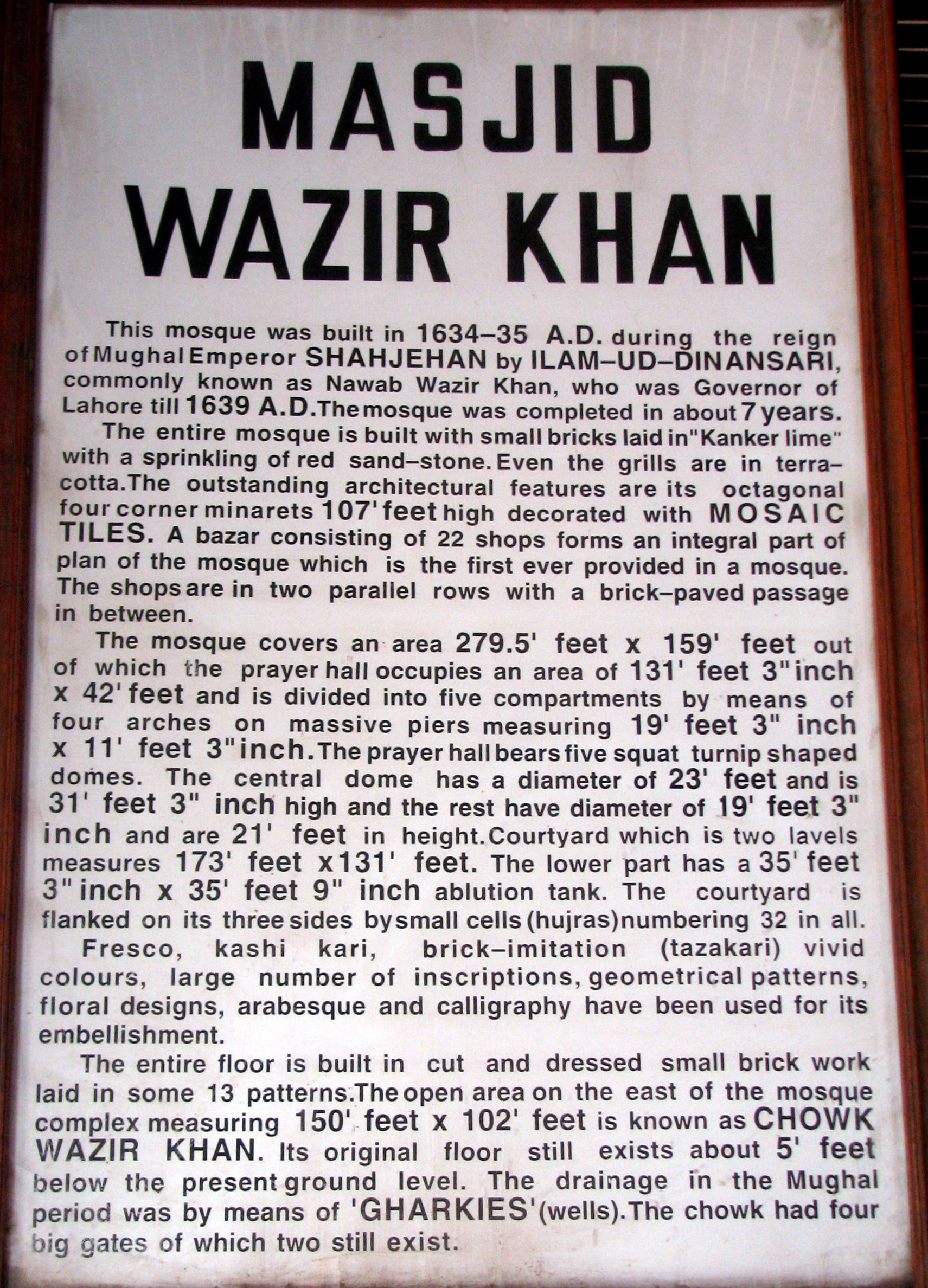
Placa a la Mesquita de Wazir Khan